# Візантійський флот
Візантійський флот — військовий флот Візантії, яку інколи називають «морською імперією». Був найпотужнішим Середземноморським флотом в часи раннього середньовіччя, що дало змогу візантійцям успішно протистояти арабам під час облог Константинополя у 670, 674–678 і 717–718 роках, і зрештою врятувало Візантію від арабського завоювання. З початку IX століття почав поступатись своїм місцем провідної сили у Середземномор'ї на користь флотів мусульманських країн з Аль-Андалусу і Магрибу та молодих європейських морських республік — Амальфі, Венеції, Пізи та Генуї і до кінця XI століття повністю занепав.

## Загальна характеристика
Візантійський флот — наступник давньоримського флоту, але відігравав більшу роль у забезпеченні обороноздатності й виживанні держави, ніж попередник. Хоча флот Римської імперії за свою історію стикався з кількома значними морськими загрозами, його роль у внутрішніх конфліктах імперії була значно скромнішою у порівнянні з роллю римських легіонів, натомість для Візантії, яку деякі історики називають «морською імперією», контроль над морем мав життєво важливе значення.[джерело?]
Першу загрозу римській гегемонії у Середземномор'ї склали вандали у V столітті, проте її було ліквідовано в результаті війн Юстиніана I у VI столітті. Відновлення регулярного флоту й поява нового типу кораблів — дромонів у той же період відзначає ту точку, коли візантійський флот почав відходити від свого римського коріння й набув власної характерної ідентичності. Цей процес прискорився після початку мусульманського завоювання у VII столітті. Після втрати Леванта й Африки, Середземне море перетворилось із «Римського озера» на арену боротьби між візантійцями та арабами. У цій боротьбі візантійський флот відігравав украй важливу роль не тільки для захисту великих володінь імперії навколо Середземноморського басейну, але й у відбитті морських нападів на саму столицю імперії — Константинополь. За допомогою нещодавно винайденого «грецького вогню» — найвідомішої та найнебезпечнішої таємної зброї візантійського флоту, йому вдалось відбити кілька облог Константинополя та здобути перемоги в численних морських битвах.[джерело?]
Первинно захист візантійського узбережжя й підходів до Константинополя ліг на плечі флоту Карабісіан. Поступово, однак, його було поділено на кілька регіональних (фемських) флотів, натомість центральний Імперський флот базувався в Константинополі, захищаючи місто та будучи основою при формуванні основних морських експедицій. До завершення VIII століття візантійський флот був гарно організованою постійною силою держави, яка знову домінувала у Середземномор'ї. Антагонізм із мусульманським флотом тривав зі змінним успіхом, проте у X столітті візантійці змогли відновити своє панування у Східному Середземномор'ї.[джерело?]
В XI столітті військово-морський флот, як і вся Візантійська імперія, почав занепадати. Зіткнувшись із новими військово-морськими викликами з боку Заходу, візантійці все частіше були змушені розраховувати на флоти італійських міст-держав, таких як Венеція та Генуя, що катастрофічно вплинуло на економіку Візантії та її суверенітет. Вже за правління Василія II (976—1025) оборона Адріатики була доручена венеційцям.
Після короткочасного періоду відновлення за Комнінів настав ще один період занепаду, який завершився падінням імперії 1204 року в результаті Четвертого хрестового походу. Після відновлення імперії 1261 року кілька імператорів династії Палеологів намагались відродити флот, але їхні зусилля мали тільки тимчасовий ефект. До середини XIV століття візантійський флот. який колись міг виставити сотні військових суден на море, був у кращому випадку обмежений кількома десятками одиниць, і контроль над Егейським морем остаточно перейшов до італійського та османського флотів. Зменшений флот, однак, зберігав свою активність до падіння Візантійської імперії 1453 року.[джерело?]
Важливість флоту в історії Візантійської імперії оцінити важко. З одного боку, Імперії упродовж всього свого існування доводилось захищати доволі протяжну берегову лінію, яка часто не мала прикриття з суші. До того ж, перевезення вантажів морем до імперських міст, які здебільшого розташовувались на узбережжі, було найдешевшим і найшвидшим. Враховуючи загрози з боку арабів у VII–X століттях, існувала нагальна потреба в утриманні потужного флоту, що дало змогу успішно протистояти противнику під час двох облог Константинополя, що, зрештою, і врятувало імперію.
З другого ж боку, характер і обмеженість морських технологій тих часів означали, що ані Візантія, ані її противники не могли розвинути справжню таласократію. Галери використовувались тільки у прибережних операціях та не могли відігравати значну самостійну роль. Окрім того, чергування візантійських перемог і поразок у морських битвах показує, що жодна зі сторін не мала переконливої переваги. Були, звичайно, й гучні перемоги візантійських моряків, проте, як правило, вони йшли пліч-о-пліч із катастрофічними втратами. Звіти про заколоти гребців на візантійських суднах також вказують на те, що умови утримання були далекими від ідеальних, від тих, що були прописані в Статутах. Все це означає, що як і в Римській імперії, у Візантії флот розглядався, передусім, як доповнення до сухопутної армії. Цей факт наочно ілюструє доволі низьке положення адміралів у візантійській ієрархії.
Ясно, однак, що поступове зниження потужності флоту в X — XI століттях, мало у перспективі вирішальне значення для історії імперії. Четвертий хрестовий похід, який підірвав основи Візантії, став можливим через слабку захищеність імперії на морі. Якщо ж розглядати історію Візантійської імперії в цілому, то легко бачити, що посилення чи послаблення флоту є невід'ємним фактором коливання долі держави.[джерело?]

## Бойова історія

### Ранній період

#### IV—V століття. Громадянські війни та вторгнення варварів

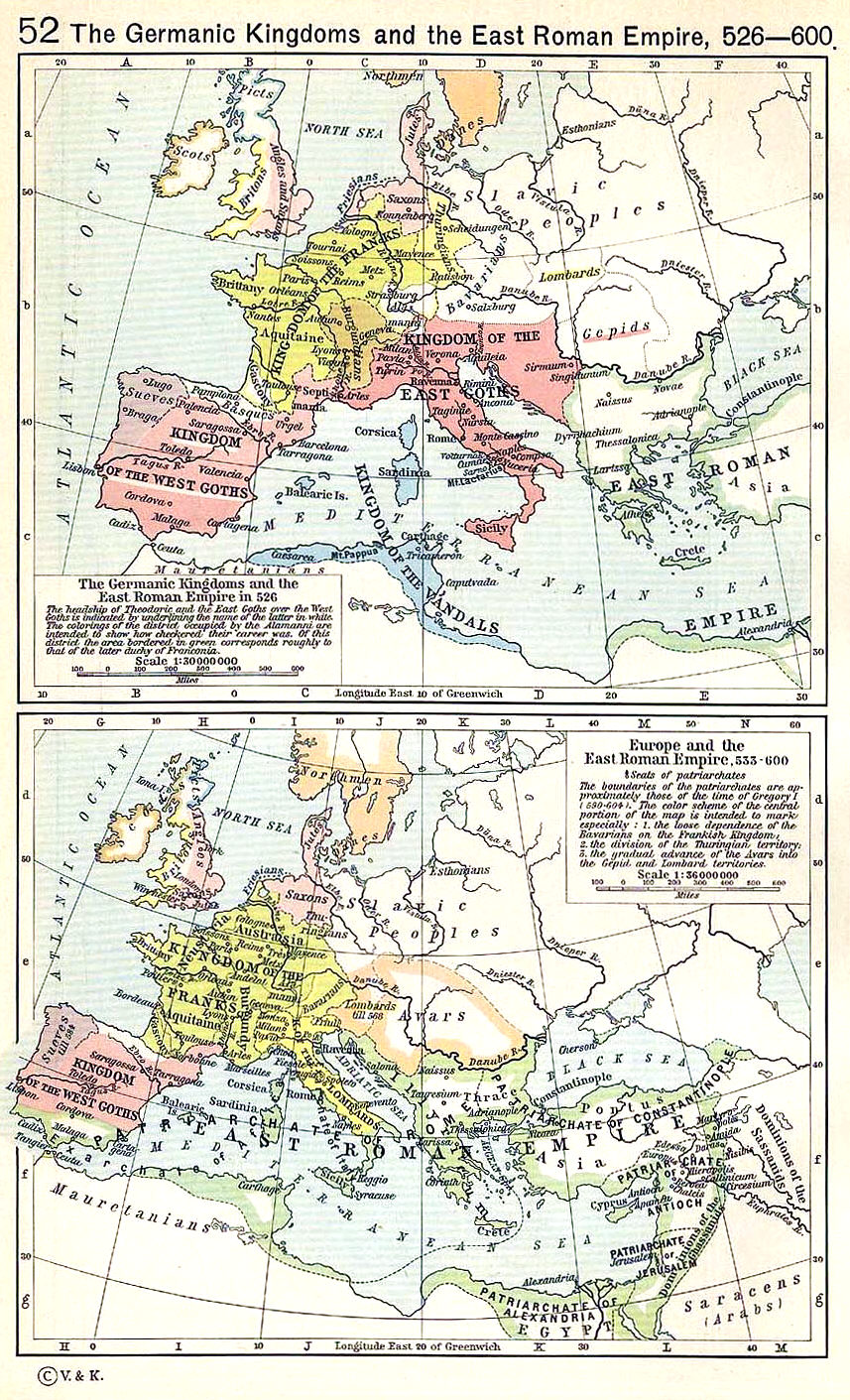
До кінця V століття західна частина Середземномор'я потрапила до рук варварських королівств. В результаті завоювань Юстиніана I контроль над усім морем було відновлено. Гегемонія візантійців тривала до початку мусульманських завоювань у другій половині VII століття

Після битви при Акції 31 року до н. е., за відсутності будь-якої зовнішньої загрози в Середземному морі, римський флот виконував здебільшого функції охорони та супроводження. Масових морських битв, що траплялись за часів Пунічних війн, більше не відбувалось і римський флот складався з відносно дрібних суден, що найкраще підходили для виконання нових завдань. До початку IV століття розмір римського флоту скоротився настільки, що, коли 324 року в битві при Геллеспонті зійшлись флоти імператора Костянтина Великого та Ліцинія, то вони значною мірою складались зі знову збудованих чи реквізованих у портах Східного Середземномор'я кораблів. Громадянські війни IV й початку V століття спричиняли відродження військово-морської діяльності. Під час війн флоти, в основному, займались транспортуванням військ. Упродовж першої чверті п'ятого століття значні військово-морські сили все ще були зайняті у Західному Середземномор'ї, особливо поблизу берегів Північної Африки. Римській гегемонії в Середземномор'ї, однак, було кинуто виклик, коли упродовж лише п'ятнадцяти років Африка була захоплена вандалами.
Нове Королівство вандалів на території Карфагену під керівництвом короля Гейзеріха одразу ж почало набіги на узбережжя Італії та Греції та навіть захопили та розграбували Рим 455 року. Набіги вандалів тривали упродовж наступних двох десятиліть, незважаючи на неодноразові спроби римлян протидіяти їм. Західна Римська імперія була безсилою, її військово-морський флот майже зійшов нанівець, проте східні імператори все ще боролись за морську гегемонію у Східному Середземномор'ї. Перша морська експедиція Східної Римської імперії 448 року, однак, не пішла далі Сицилії. 460 року римський імператор Майоріан збирався здійснити похід на вандалів. Він набрав військо з варварів у Галлії та підготував у травні 460 року вторгнення флоту з 300 кораблів до гавані Картахени (Нового Карфагена) в Іспанії. Однак раптовим рейдом вандали захопили його, а ще раніше в місці імовірної висадки вони понівечили всю місцевість і пошкодили джерела води.
Зрештою, 468 року імператор Лев I Макелла спільно зі своїм ставлеником на троні Західної Римської імперії Антемієм організував чергову експедицію проти вандалів. Під командою консула Василіска було зібрано величезний флот, що налічував за деякими даними 1113 суден та близько 100 тисяч солдат. Первинно удача була на боці імперських сил: вандальський флот був розсіяний Василіском у Сицилії, Іраклій захопив Триполіс та інші міста в Лівії, а Марцелліан зайняв Сардинію. Коли Василіск висадився в Африці, приблизно за 60 км від Карфагена, Гейзеріх почав з ним перемовини, попрохавши 5 днів для прийняття мирних пропозицій. За цей час він підготував кораблі та, використовуючи попутний вітер, атакував уночі зібраний в гавані візантійський флот брандерами (палаючими суднами). Розгром візантійців довершив напад флоту вандалів під командуванням Гензона, сина Гейзеріха. Близько 600 суден було знищено вандалами, а фінансові витрати на експедицію, що склали близько 40 тонн золота привели імперію практично до банкрутства. Це змусило римлян дійти згоди з Гейзеріхом та підписати мирну угоду. Однак після смерті Гейзеріха 477 року загроза від вандалів зійшла нанівець.

#### VI століття
У VI столітті відзначається відродження римської військово-морської моці. 508 року, коли спалахнув конфлікт із остготським королівством Теодоріха, імператор Анастасій I (491—518) відрядив флот у складі 100 кораблів у рейд до берегів Італії. 513 року, коли генерал Віталіян повстав проти імператора Анастасія I, повстанцям удалось зібрати флот з 200 кораблів. Незважаючи на первинні успіхи, флот повстанців був розбитий адміралом Марінусом, який під час ведення бойових дій, активно використовував запалювальні речовини (можливо, прототип «грецького вогню»).
533 року, скориставшись відсутністю флоту вандалів, задіяного для придушення повстання на Сардинії, візантійський флот вторгнення, що складався з 92 дромонів та 500 транспортів, перевіз до берегів Африки армію під командуванням Велізарія у складі 15 тисяч солдат, почавши вандальську війну, першу з завойовницьких війн Юстиніана I. Під час цієї десантної операції, що стала можливою завдяки контролю середземноморських шляхів, флот відігравав важливу роль у постачанні та підвезенні підкріплень для візантійських експедиційних військ та гарнізонів. Цей факт не вислизнув з поля зору противників візантійців. Ще у 520-х роках Теодоріх планував збудувати величезний флот і відрядити його проти візантійців та вандалів, але його смерть 526 року завадила здійснити ці плани. 535 року візантійці почали Готську війну з наступу в двох напрямках. Одна з армій під командуванням Велізарія за допомогою флоту висадилась на Сицилії, а потім в Італії, а друга армія почала наступ в Далмації. Контроль візантійців над морем мав велике стратегічне значення, давши змогу невеликій візантійській армії 540 року успішно захопити Апеннінський півострів.
541 року, однак, новий король остготів Тотіла, зібравши флот із 400 кораблів, набув значної сили в морях навколо Італії, поставивши під сумнів гегемонію Візантії на Середземному морі. Двічі візантійський флот був розбитий неподалік від Неаполя — 542 та 546 року. Велізарій особисто командував флотом з 200 суден, що діяв проти готського флоту, який блокував гирло Тибра, в безуспішній спробі звільнити Рим. 550 року Тотіла висадився на Сицилію, а упродовж наступного року за допомогою флоту з 300 суден захопив Сардинію та Корсику, здійснив рейд на Корфу й узбережжя Епіру. Однак, поразка в морській битві під Сеною Галльською поклала край його претензіям на візантійське панування в Середземному морі. Після остаточного завоювання Італії та південної Іспанії за Юстиніана Середземномор'я знову стало «Римським озером».
Незважаючи на подальшу втрату значної частини Італії, яка перейшла до лангобардів, візантійці змогли зберегти контроль над морями й оскільки лангобарди рідко наважувались протистояти їм на морі, то візантійцям удалось зберегти й кілька прибережних італійських територій упродовж наступних століть. Єдина значна битва візантійського флоту в наступні 80 років відбулась під час облоги Константинополя об'єднаними силами сасанідів, аварів та слов'ян 626 року. Під час облоги флот слов'ян, що складався з моноксилів, був перехоплений та знищений візантійським флотом, що позбавило перську армію можливості переправитись через Босфор та, зрештою, змусило аварів відступити.

### Боротьба з арабами

#### Поява арабської військово-морської загрози

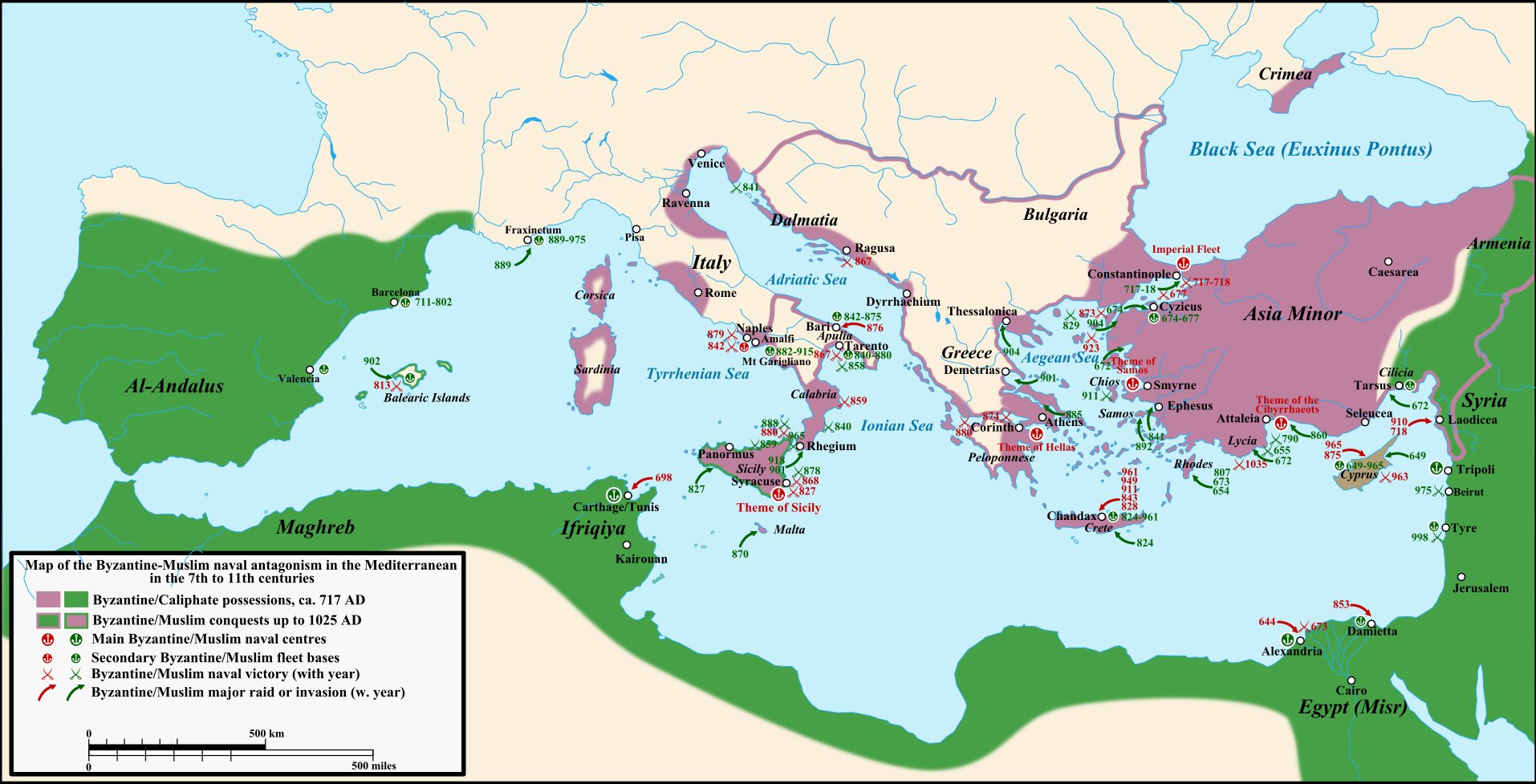
Карта візантійсько-арабських військово-морських операцій та битв у Середземному морі у VII—XI століттях

Завоювання мусульманами Сирії та Єгипту у 640-х роках створили нову загрозу Візантії. Мало того, що араби позбавили візантійців областей, що приносили прибуток і значну частину новобранців в армію і флот, але й переконавшись після нетривалого повернення візантійцями Александрії з 12 вересня 645 до літа 646 року в користі власних військово-морських сил узялись за створення власного флоту. В цій роботі мусульманські правителі, вихідці з сухопутної північної частини Аравійського півострова, значною мірою спирались на ресурси й робочу силу завойованого Леванту (особливо коптів Єгипту), який ще кілька років тому надавав судна та екіпажі для візантійців. Існують, однак, свідчення, що о роботи на нових військово-морських базах у Палестині були також залучені корабели з Персії та Іраку. Відсутність ілюстрацій, що зображують військові кораблі мусульман, раніше за XIV століття не дає змоги судити про специфіку їхніх ранніх кораблів, хоч і припускають, що вони спирались на існування середземноморської морської традиції. Враховуючи спільні риси навігаційної номенклатури, багатовікову взаємодію двох культур, у візантійських та арабських суден було багато спільного. Ця схожість поширювалась і на тактику й загальну організацію флоту. Окрім того, переклади візантійських військових настанов були доступні арабським адміралам.
Хронографія Феофана Сповідника
Після захоплення Кіпру 649 року та рейдів на Родос, Крит і Сицилію, молодий арабський флот 655 року завдав візантійцям нищівної поразки в битві під Фінікою. Цей розгром візантійського флоту відкрив Середземне море для арабів та ознаменував собою початок багатовікового конфлікту за контроль над середземноморськими водними шляхами. За правління Муавії I (661—680), арабські набіги почастішали, була проведена підготовка до нападу на сам Константинополь. Під час тривалої першої арабської облоги Константинополя, візантійський флот виявив себе як інструмент для виживання Імперії: арабський флот зазнав поразки завдяки використанню нової таємної зброї — «грецького вогню». Арабське просування в Малій Азії та Егейському морі було зупинено й невдовзі після цього було укладено угоду щодо тридцятирічного перемир'я.
У 680-х Юстиніан II (685—695 та 705—711) звернув увагу на потреби військово-морського флоту — для його посилення він переселив понад 18500 мардатів уздовж південного узбережжя імперії, де вони використовувались у ролі морських піхотинців і гребців. Тим не менше, арабська військово-морська загроза посилилась, оскільки араби поступово взяли під свій контроль всю Північну Африку у 680-690-х роках. Останній оплот візантійців, Карфаген, здався 698 року. Візантійцям в результаті спеціальної військово-морської експедиції вдалось повернути його, але ненадовго. Арабський губернатор Муса ібн Нусайр збудував нове місто й військово-морську базу в Тунісі та перевіз туди 1000 коптських корабелів для будівництва флоту, який почав оскаржувати візантійську гегемонію в західній частині Середземного моря. З початку VIII століття мусульмани почали безперервно здійснювати набіги на візантійські володіння в Західному Середземномор'ї, особливо на Сицилію. Окрім того, новий флот дав змогу мусульманам завершити завоювання Магрибу й успішно вторгнутись і захопити більшу частину вестготської Іспанії.

#### Візантійський контрнаступ

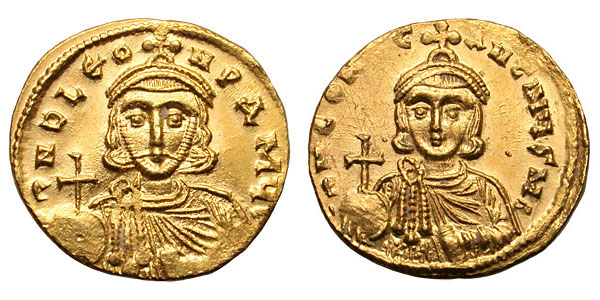
Імператор Лев III Ісавр та його син і наступник, Костянтин V. Вони очолювали боротьбу візантійців проти арабів, але в той же час спричиняли серйозні внутрішні конфлікти через свою іконоборську політику

Візантійці були неспроможні адекватно зреагувати на арабське просування в Африці, оскільки упродовж двох десятиліть, з 695 до 715 року переймались внутрішніми проблемами. Вони здійснювали походи до своїх земель на сході, як, наприклад 709 року проти Єгипту, який захопив місцевий адмірал, але вони також були обізнані щодо майбутнього нападу арабів: у той час коли халіф Валід I (705—715) готував новий напад на Константинополь, імператор Анастасій II (713—715), посилив столицю та завдав невдалого попереджувального удару проти арабського флоту. Анастасій невдовзі був усунутий від влади Феодосієм III (715—717), який у свою чергу, сам був усунутий, поки арабська армія наступала через Анатолію, Львом III Ісавром (717—741). Лев III керував візантійцями під час останньої арабської облоги Константинополя. Використання грецького вогню, який знищив арабський флот, знову відіграло важливу роль у візантійській перемозі, коли сувора зима й набіги болгар підірвали сили арабів.
Після зняття облоги, рештки арабського флоту, що відступав, були знищені штормом, а візантійські війська перейшли в контрнаступ — флот обложив Лаодикею, а армія витіснила арабів з Малої Азії. Упродовж наступних трьох десятиліть збройна боротьба на морі характеризувалась постійними набігами з обох боків; візантійці неодноразово нападали на арабські військово-морські бази в Сирії (Латакія) та Єгипті (Дамієтта й Тенніс). 727 року, невдоволені іконоборською політикою імператора, підбурили повстання фемські флоти. Повстання було придушено імперським флотом за допомогою активного використання грецького вогню. Незважаючи на втрати кораблів під час повстання, близько 300 військових кораблів брали участь у 739 та 747 роках в нападі на Дамієтту. Вперше спільно з візантійцями у військовому поході брали участь судна італійських міст-держав. Візантійці завдали рішучої поразки об'єднаній ескадрі сирійського та олександрійського флотів поблизу берегів Кіпру, зруйнувавши військово-морську міць халіфату Омеядів.
Слідом за цим візантійці розбили північноафриканські флотилії й доповнили свої успіхи на морі, наклавши серйозні обмеження на арабських купців. Враховуючи зростання потужності візантійського флоту, ці заходи задушили арабську торгівлю на Середземному морі. Після розпаду імперії Омеядів на кілька держав візантійський флот залишився єдиною організованою військово-морською силою на Середземному морі. Таким чином, у другій половині VIII століття для візантійців розпочався другий період суцільної переваги на морі. У той період нести вахту на узбережжі Сирії, охороняючи його від набігів візантійського флоту було, на думку арабів, більш почесною справою, ніж відстояти нічну молитву в Каабі. Ці успіхи дали змогу імператорові Костянтину V (741—775) перенести дії флоту з Середземного до Чорного моря під час його війни проти болгар у 760-х роках. 763 року флот із 800 суден, перевіз 9600 вершників і піхотинців до Анхіалоса, де вони здобули значну перемогу, проте 766 року другий флот, що складався, ніби, з 2600 кораблів, який знову прямував в Анхіалос, потонув дорогою. У той же час імператори з династії Ісаврів підірвали морські сили Візантії: на той момент загроза з боку арабів зменшилась, а іконофільські військово-морські феми рішуче виступали проти іконоборської політики імператора, що змусило Ісаврів зменшити розміри флоту та знизити значення морських фемів.

#### Відновлення мусульманського панування

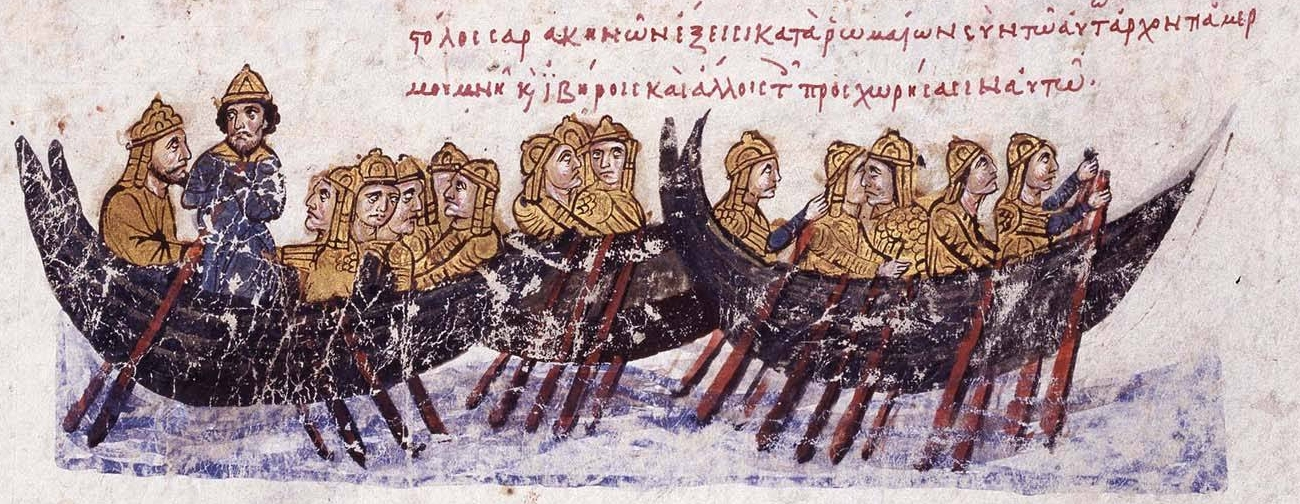
Піратський флот сарацинів прямує до Криту. З рукопису Іоанна Скілиці

Доба візантійської морської гегемонії тривала до кінця VIII-початку IX століття, коли він зазнав низку поразок від арабського флоту, що відроджувався, й відкрила добу арабського панування. Вже 790 року візантійці зазнали великої поразки в затоці Анталії, а за часів правління Гаруна аль-Рашида відновились арабські набіги на Кіпр і Крит. У середземноморському регіоні з'являлись нові сили — передусім імперія Каролінгів. Окрім того, 803 року Pax Nicephori фактично визнав незалежність візантійської Венеції, яка почала посилюватись після відбиття візантійського нападу 809 року. Одночасно з цим, династія Аглабідів, яка почала правити в Іфрикії, одразу почала здійснювати набіги на всю центральну частину Середземномор'я.
Візантійці були послаблені серією сильних поразок від болгар, а у подальшому — повстанням Фоми Слов'янина 820 року, що потребувало залучення значної частини візантійської армії, в тому числі й фемських флотів. Незважаючи не те, що повстання було придушено, воно сильно знизило обороноздатність імперії. В результаті між 824 і 827 роками Крит був захоплений групою андалузьких полонених. Три візантійські спроби відвоювати острів зазнали поразки упродовж кількох років, і острів став базою арабських піратів в Егейському морі, радикально порушивши баланс сил в регіоні. Незважаючи на деякі успіхи візантійців проти критських корсарів та зруйнування Дамієтти візантійським флотом з 85 суден 853 року, арабська військово-морська міць в Леванті неухильно відроджувалась під проводом Аббасидів.
Ібн Хальдун, Мукаддіма, III.32
Ще гірше ситуація складалась на Заході. Критичного удару по імперії було завдано 827 року, коли Аглабіди почали завоювання Сицилії, спираючись на візантійського воєначальника Евфемія, який втік туди, і фемський флот острова. Незважаючи на поразку під Сиракузами 828 року, 838 араби висадились в Італії, зайнявши Таранто й Бриндізі, а невдовзі й Барі. Дії венеційців проти них успіху не мали та упродовж 840-х років араби вільно здійснювали набіги на узбережжя Італії та Адріатики та навіть 846 року пограбували Рим , хоча й в тому ж році об'єднаний флот Неаполитанського дуки, Гаети і Амальфі розбив арабський флот в битві біля Лікози. Атаки з боку лангобардів і Лотара I також не змогли витіснити арабів з Італії, а дві спроби візантійців у 840 та 859 роках повернути Сицилію завершились важкою поразкою. У 850-х роках арабський флот, разом зі значною кількістю незалежних піратів-газі став потужною силою в Середземному морі, змусивши візантійців та всіх християн перейти до оборони.
У той же період, коли потріпана Візантія захищалась від ворогів з усіх сторін, з'явилась нова, несподівана загроза: вперше у візантійській історії з'явились руси, які заявили про себе під час рейду проти Пафлагонії у 830-х роках, а потім після набігу на Константинополь 860 року.

### Візантійська «Реконкіста»— доба македонської династії
Коли наприкінці IX та упродовж X століття халіфат розпався на кілька дрібніших держав та арабська міць послабилась, візантійці зуміли провести кілька успішних кампаній проти них. Ця «візантійська Реконкіста» проходила за часів правління македонської династії (867—1056) та ознаменувала собою розквіт візантійської держави.

#### Правління Василія I

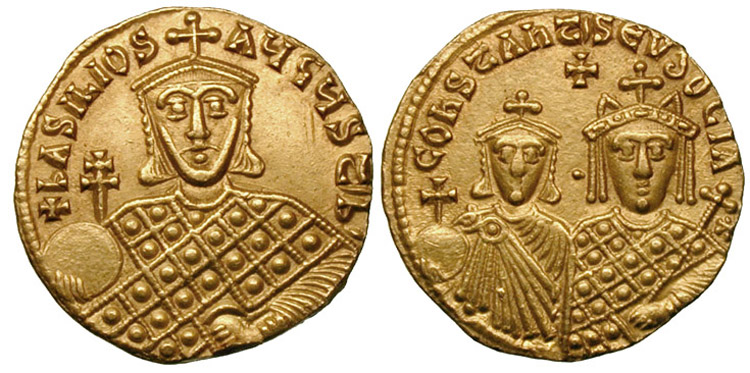
Золотий солід імператора Василія I Македонянина. Його турбота про флот призвела до певних успіхів і заслужила довгу пам'ять моряків, що забезпечило їхню відданість Македонській династії до самого правління його онука, Костянтина VII.

Воцаріння імператора Василія I (867—886) сповістило про початок доби відродження, оскільки новий імператор проводив агресивну зовнішню політику. Продовжуючи політику свого попередника, Михаїла III (842—867), він приділив значну увагу флоту та в результаті здобув кілька важливих перемог. 867 року флот під командуванням друнгарія Никити Орифи на прохання жителів Рагузи відкинув арабів, які упродовж 15 місяців тримали місто в облозі, й відновив візантійську присутність у цьому регіоні. За кілька років він двічі завдав важких поразок критським піратам, тимчасово убезпечивши Егейське море. Також тимчасово було повернуто Кіпр і Барі. У той же час було збільшено присутність мусульман у Кілікії, а Тарсус став головною базою арабів під командуванням еміра Юзмана ал-Гадіма (882—891) для наземних і морських нападів на візантійську територію.
На Заході араби продовжували наступати, оскільки місцевих візантійських військ виявилось недостатньо: імперія була змушена покладатись на допомогу своїх номінальних італійських васалів, окрім того, щоб мати хоч якийсь успіх, довелось удатись до перекидання східного флоту в Італію. Після падіння Енни 855 року, візантійці були обмежені східним берегом Сицилії та перебували під постійним тиском арабів. Експедиція, споряджена для допомоги своїм військам на Сицилії, відряджена 868 року, успіху не мала. 869 року Сиракузи відбивали чергову атаку Аглабідів, а Мальта була взята ними 870 року. Арабські пірати здійснювали набіги в Адріатичному морі, та, хоч їх було вигнано з Апулії, на початку 880-х вони створили мережу баз на італійському західному узбережжі, звідки їх остаточно витіснили тільки 915 року в результаті битви при Гарільяно. 878 року Сиракузи, головна візантійська фортеця на Сицилії, була атакована вдруге та здалась, головним чином через те, що імперський флот займався транспортуванням мармуру для будівництва Nea Ekklesia, нового храму Василя Блаженного. 880 року наступник Ооріфи, друнгарій Насар здобув визначну перемогу в нічному бою над тунісцями, які здійснювали набіг на Іонічні острови. Потім він сам здійснив набіг на Сицилію, захопивши велику здобич після перемоги над ще однією арабською флотилією поблизу Пунта Стіло. У той же час інша візантійська ескадра здобула крупну перемогу поблизу Неаполя. Ці успіхи дали змогу візантійцям провести нетривалий контрнаступ проти арабів на Заході у 870-880-х роках під командуванням Никіфора Фоки, закріпитись в Апулії та Калабрії, сформувати на цих землях Лангобардську фему, на базі якої згодом було сформовано Італійський катепанат. Однак, важка поразка під Мілаццо 888 року, ознаменувала припинення значної військово-морської діяльності візантійців у морях навколо Італії упродовж наступного століття.

#### Арабські набіги за часів царювання Льва VI

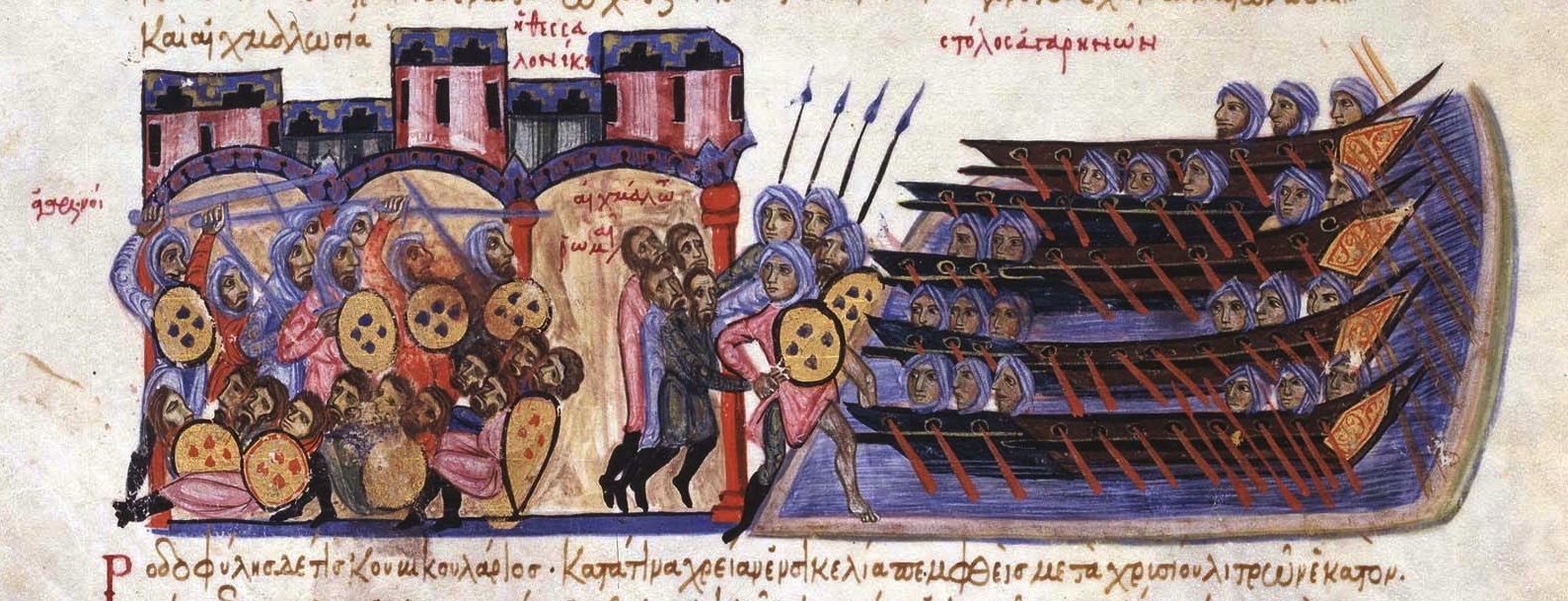
Облога Фессалонік арабами під керівництвом Льва Триполітанського. Найбільш серйозний з нової хвилі піратських набігів арабського флоту в Егейському морі за часів царювання Льва VI

Незважаючи на успіхи візантійської політики за Василія, під час правління його наступника Льва VI Мудрого (886—912), імперія знову стикнулась із серйозними загрозами. На півночі тривала війна проти болгарського царя Симеона, коли частина імператорського флоту 895 року використовувалась для переправлення армії угорців через Дунай під час набігу на Болгарію. Болгарські війни призвели до кількох поразок, що дорого коштували, у той же час арабська військово-морська загроза сягнула нових висот після того як араби почали здійснювати спустошувальні набіги на береги Егейського моря — серце Візантійської імперії. 891 чи 893 року, арабський флот узяв в облогу острів Самос та захопив у полон його стратига, а 898 адмірал Рагхіб узяв у полон 3000 візантійських моряків-кібіриотів. Ці втрати оголили візантійську оборону й відкрили Егейське море для набігів сирійського флоту. Першого серйозного удару по Візантії було завдано 901 року, коли зрадник Даміан Тірський розграбував Деметрію. Наступного року під ударами арабів пала Таорміна, останній форпост імперії на Сицилії. Найсильнішої поразки імперія зазнала 904 року, коли інший зрадник, Лев Триполітанський, здійснив набіг до Егейського моря. Його флот проник навіть у Дарданелли, після чого взяв в облогу друге місто імперії — Фессалоніки. Весь цей час імперський флот був бездіяльним перед особою арабів, які переважали за числом. Не дивно, що оборонне мислення переважало і в написаній за тих часів Naumachica — імператорській візантійській настанові з ведення морської війни.
Найвидатнішим візантійським адміралом того періоду був логофет дромос Гімерій. Призначений адміралом 904 року, він не встиг попередити облогу Фессалонік, проте вже 906 року здобув свою першу перемогу, в жовтні 908 року здобув блискучу перемогу над арабським флотом в Егейському морі, а 910 року висадив десант на Кіпр, звідки спрямував свої удари на сирійське узбережжя і здобув штурмом Лаодикію. Місто було розграбовано візантійцями, які не втратили жодного корабля. Однак вже за рік, навесні 912 року величезна флотилія зі 112 дромонів та 75 pamphyloi з 43 000 бійцями, яка під командуванням Гімеріуса вирушила в похід проти Емірату Криту, не тільки не захопила острів, але й дорогою назад потрапила в засідку й зазнала поразки від Льва Триполітанського і Даміяна, ще одного грецького ренегата, поблизу Хіоса. Великий морський похід не виправдав сподівань, які з ним пов'язувались, а вкладені в нього величезні військові і фінансові ресурси виявились марними. У De ceremoniis Костянтина VII зберігся детальний опис цієї виправи, де заслуговує на увагу і згадка про те, що в складі візантійських морських сил було тоді і сімсот найманців русичів, які тільки п'ять років до цієї виправи з'явились під стінами Константинополя на чолі з варязьким князем Олегом і яким візантійський уряд мусив виплатити за участь в цій невдалій морській експедиції один кентенаріон золотом.
Відновлення флоту розпочалось після 920 року. Випадково чи ні, але того ж року на імператорський престол удруге (після Тиберія III) та востаннє в історії імперії зійшов адмірал Роман I Лакапін (920—944). В результаті, 923 року візантійський флот завдав під Лемносом рішучої поразки Льву Триполітанському, що у поєднанні з загибеллю Даміана під час облоги візантійської фортеці наступного року, поклало початок візантійському відродженню.

#### Повернення Криту й Північного Леванту

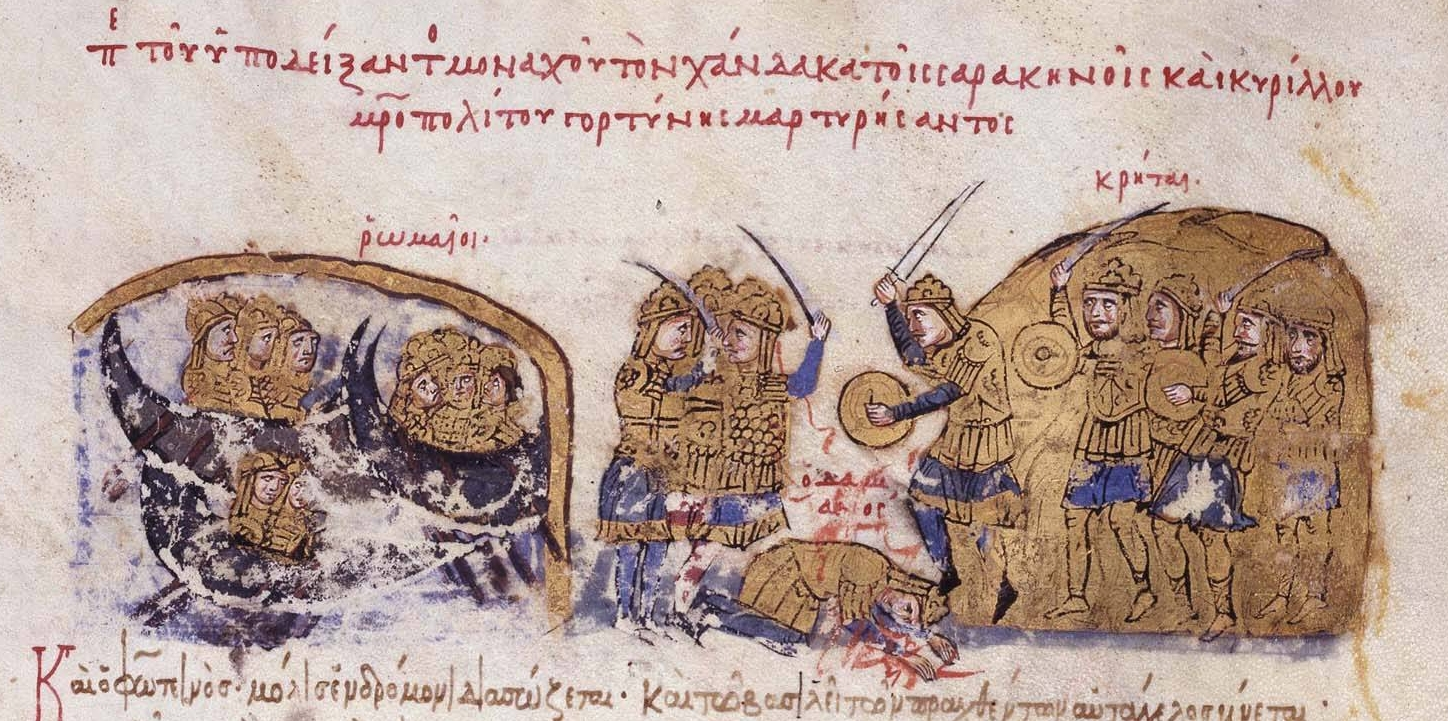
Завоювання Гандака, головної арабської фортеці на острові Крит. Зображення з рукопису Скилиці. Никифор Фока очолив велику десантну операцію, завдяки якій Крит було повернуто імперії, тим самим убезпечивши Егейське море від загрози піратських набігів арабів

Зростаюча потужність візантійського флоту була підтверджена 942 року, коли імператор Роман I відрядив ескадру до Тірренського моря. Використовуючи грецький вогонь, ескадра знищила флот арабських корсарів з Фраксінета. Однак, 949 року інший похід ескадри зі 100 суден, відряджених Костянтином VII (945—959) проти емірату Крит, через некомпетентність свого командира, Костянтина Гонгалеса, завершився катастрофою. Спроба нового наступу в Італії у 951–952 роках завершилась поразкою від Фатімідів, проте інша експедиція 956 року та втрата туніського флоту під час сильного шторму 958 року тимчасово стабілізували ситуацію на півострові. Після повстання місцевого населення у 963–965 роках, візантійські експедиційні сили звільнили Таорміну, проте важка поразка візантійського флоту від Фатимідів у Мессінській протоці 965 року уповільнили візантійську експансію на Заході. До 1025 року, коли Візантія знову почала активно втручатись до справ у Південній Італії та Сицилії, у морях навколо Італії залишались тільки місцеві візантійські сили та флоти італійських держав.
На сході 956 року стратиг Василій Гексамілітес завдав нищівної поразки флоту Тарсоса, відкривши шлях для звільнення Криту. Цією операцією командував Никифор Фока, який 960 року вирушив із флотом з 100 дромонів, 200 chelandia та 308 транспортів, що перевозили загалом 77 000 солдат, на звільнення острова. Завоювавши Крит, візантійці усунули пряму загрозу Егейському морю, морському серцю Візантії, натомість подальші походи Фоки призвели до звільнення Кілікії (963), Кіпру (968) та північного узбережжя Сирії (969). Ці завоювання ліквідували загрозу з боку деколи могутнього арабського сирійського флоту, відновивши візантійське панування у східній частині Середземного моря, тож Никифор Фока міг похвалитись перед Ліутпрандом Кремонським «я єдиний командир моря». Наприкінці 990-х відбулось іще кілька набігів і морських битв з флотом ворожих Фатимідів, проте встановлені невдовзі після цього мирні відносини зробили східне Середземномор'я відносно спокійним упродовж кількох десятиліть.
У той же період візантійський флот мав велике значення під час воєнних дій на Чорному морі. Флот русів, який загрожував Константинополю 941 року було знищено 15-ма поспіхом зібраними старими кораблями, обладнаними грецьким вогнем. Важливе значення візантійський флот мав і під час русько-візантійської війни 970—971 років, коли Іоанн I Цимісхій (969—976) відрядив 300 кораблів для блокади з боку Дунаю дружини Святослава, яка перебувала в облозі у Доростолі.
У 992 році імператор Василій II Болгаробійця уклав угоду з венеційським дожем П'єтро II Орсеоло. Візантія погодила зниження митних зборів для венеційських купців в Константинополі з 30 до 17 номінізмів. Натомість венеційці погодилися надавати свій флот для транспортування візантійських військ до півдня Італії під час війни.

### Період Комнін

#### Занепад упродовж XI століття
Упродовж більшої частини XI століття візантійський флот стикався тільки з кількома зовнішніми загрозами. Мусульманська загроза зійшла нанівець, оскільки їхній флот значно скоротився й відносини між, наприклад, Фатимідами та візантійцями були, в основному, мирними. Останній арабський набіг на територію імперії мав місце 1035 року проти Кіклад. Наступного року арабський флот було розбито. Похід русів 1043 року було легко відбито й за винятком спроби повернути Сицилію Георгієм Маніаком, інші крупні морські експедиції не здійснювались. Цей тривалий період миру та процвітання неминуче призвів до самозаспокоєння та зневаги військовою та морською міццю імперії. Вже за царювання Василія II (976—1025) захист адріатичного узбережжя було доручено венеційському флоту, який впевнено переміг в 1000 році слов'янських піратів з р.Неретва в Далмації. За часів правління Костянтина IX (1042—1055) армію та флот було скорочено, оскільки служба в армії була замінена на можливість відкупу. В результаті цього збільшилась залежність Візантії від іноземних найманців. Великі фемські флоти було скорочено й замінено невеликими ескадрами під командуванням місцевих начальників, орієнтованих здебільшого на придушення піратства, а не на війну із серйозними противниками.
До останньої чверті XI століття візантійський флот демонстрував лише тінь колишньої могутності, сильно скорочений, недисциплінований, з некомпетентними командирами та постійною нестачею коштів. Кекавмен у своєму «Стратегіконі», написаному близько 1078 року, скаржиться, що «під приводом звичайного патрулювання [візантійські судна] роблять ніщо інше, як перевозять пшеницю, ячмінь, бобові, сир, вино, м'ясо, оливкову олію та гроші» між островами та узбережжям Егейського моря, натомість вони «тікають [від противника] перш ніж навіть побачать його». До того часу, пише Кекавмен, у візантійців з'явились нові потужні противники. На заході норманське Сицилійське королівство вигнало візантійців з Південної Італії та з Сицилії, а потім кинуло око на візантійське узбережжя Адріатичного моря. На сході поразка в битві біля Манцикерта призвела до втрати Малої Азії, військового й економічного серця Імперії, що дало змогу туркам-сельджукам 1081 року перенести свою столицю до Нікеї, лише за 70 кілометрів від Константинополя. Невдовзі після цього турецькі та християнські пірати знову з'явились в Егейському морі. До того часу візантійські фемські флоти, що деколи були поліцейськими силами на морі, були настільки виснаженими зневажливим ставленням та безкінечними громадянськими війнами, що були неспроможними дати їм адекватну відсіч.

#### Спроби відродження Олексієм I та Іоанном II
Плачевний стан візантійського флоту на той момент призвів до жахливих наслідків. Флот не зміг попередити норманське вторгнення та їхні загони захопили Корфу, висадились та, не зустрівши спротиву, зайняли Епір, і взяли в облогу Диррахій, почавши десятирічну війну, яка виснажувала й без того мізерні ресурси імперії. Олексій I Комнін (1081—1118), який зійшов на престол, був змушений закликати на допомогу венеційців, які вже у 1070-х відстоювали перед норманами свої права на Адріатику й Далмацію. В 1082 році між Візантією і Венецією було укладено торгово-оборонну угоду, згідно якої в обмін на обіцянку венеційців у військовій допомозі проти норманів, Візантія надала їм значні пільги в торгівлі. Цей договір і подальше розширення цих привілеїв практично зробили візантійців заручниками венеційців (а пізніше — генуезців і пізанців).
Історик Джон Біркенмейр відзначав, що:
|  | Відсутність у Візантії власного військово-морського флоту […] означала, що Венеція могла регулярно вимагати економічні привілеї лишень загарбники вторгались до меж імперії та відкидати будь-які спроби візантійців обмежити комерційну чи військово-морську діяльність венеційців |

У сутичках з норманами упродовж 1080-х, єдиною боєздатною військово-морською одиницею візантійців була ескадра під командуванням ветерана візантійського флоту Михаїла Марекса. Разом із венеційцями він первинно мав перевагу над норманським флотом, але 1084 року біля Корфу нормани застали флот союзників зненацька й завдали йому поразки.
Олексій I розумів важливість наявності сильного флоту і, незважаючи на часті сухопутні війни, вжив заходів, спрямованих на відновлення військово-морської моці імперії. Його зусилля принесли певні успіхи в боротьбі зі спробами турецьких емірів, передусім Чака Бея, створити свої флоти в Егейському морі. Флот під командуванням Іоанна Дуки у подальшому використовувався для придушення повстання на Криті й Кіпрі. За допомогою хрестоносців Олексій I зміг звільнити береги Західної Анатолії та розширити свої володіння на сході: 1104 року візантійська ескадра з 10 суден звільнила Лаодикію та інші прибережні міста до самого Триполіса. Іоанн II Комнін (1118—1143), який вступив на престол 1118 року отримав у спадок від свого батька невеликий боєздатний флот. Як і батько, Іоанн зосередився на сухопутних війнах і більше уваги приділяв візантійській армії, тим не менше флоту також приділялась достатня увага й він підтримувався у боєздатному стані. Однак, коли 1122 року Іоанн відмовився продовжити торгові привілеї для венеційців, надані його батьком, і венеційці розграбували кілька візантійських островів, візантійський флот був неспроможним протистояти їм, та 1125 року Іоанн був змушений відновити невигідний для Візантії договір. Очевидно візантійський флот на той момент не був досить потужним, щоб успішно протистояти Венеції, окрім того, ресурси імперії витрачались на інші невідкладні справи. Невдовзі після цього інциденту, Іоанн II, діючи за порадою свого міністра фінансів Іоанна Путца, скоротив фінансування флоту, спрямувавши ці кошти на сухопутні війська, перейшовши до схеми оснащення суден на тимчасовій основі.

#### Морські експедиції Мануїла I
Військово-морський флот знову став важливою силою за амбіційного імператора Мануїла I Комніна (1143—1180), який широко використовував його як потужний інструмент зовнішньої політики у відносинах з латинськими та мусульманськими державами східного Середземномор'я. У перші роки його царювання візантійські військово-морські сили були ще слабкими: 1147 року флоту Роджера II Сицилійського з 70-и галер під командуванням Георгія Антіохійського вдалось захопити Корфу, обійти Пелопоннес і розграбувати Афіни, Евбею та Фіви, де нормандці пограбували візантійські шовкові мануфактури та вивезли до Сицилії єврейських ткачів шовку. На завершення експедиції Георгій пограбував Коринф, з якого було вивезено мощі святого Теодора, після чого повернувся на Сицилію майже не зустрівши опору з боку візантійців. 1149 року, заручившись підтримкою венеційців, візантійська армія за підтримки великого флоту (близько 500 бойових кораблів і 1000 транспортів) змогла повернути Корфу. Влітку того ж 1149 року флот Георгія Антіохійського з 40 кораблів здійснив піратський набіг через Дарданелли до стін Константинополя. Грецькі хроністи повідомляють про те, що сицилійці розграбували кілька вілл в околицях столиці й випустили стріли в бік імператорського палацу, після чого пішли. Зворотною дорогою, однак, флот норманів було атаковано та знищено візантійським чи венеційським флотом.
1155 року візантійська ескадра з 10 кораблів під командуванням Костянтина Ангела й за підтримки норманського заколотника Роберта III Лорітелльського прибула в Анкону, поклавши початок останній візантійській спробі повернути собі Південну Італію. Однак, Костянтин діяв необережно та невдовзі опинився в полоні у норманів. Незважаючи на подальші успіхи візантійських військ під командуванням Михаїла Палеолога та Іоанна Дуки і прибуття підкріплень під командуванням великого дуки Олексія Комніна Бриєннія, експедиція, урешті-решт 1156 року, зазнала поразки, а Іоанн Дука, Олексій Комнін і 4 візантійських корабля були захоплені в полон. Нова експедиція під командуванням Олексія Аксуха 1157 року не принесла успіху.
До 1169 року зусилля Мануїла, очевидно, принесли свої плоди, оскільки великий і суто візантійський флот у складі приблизно 150 галер, 20 великих транспортів і 60 кавалерійських транспортів під командуванням великого дуки Андроніка Контостефана брав участь в набігу на Єгипет спільно з правителем Єрусалимського королівства хрестоносців. Набіг, однак, провалився й візантійці втратили половину флоту зворотною дорогою під час шторму.
Після арешту 12 березня 1171 року на території усієї імперії венеційців та конфіскації їхніх товарів , візантійський флот був достатньо сильним, щоб протистояти прямому нападу венеційців. Флот останніх вторгся в Егейське море й захопив Хіос. Мануїл відрядив проти них флот зі 150 суден під командуванням Контостефаноса, який, використовуючи тактику виснаження, змусив послаблених хворобами венеційців відступити та розпочав їх переслідувати. То був дивовижний успіх у порівнянні з приниженням 1125 року. В 1177 році візантійський флот з 70 галер і 80 допоміжних суден, який під командуванням Контостефаноса прямував до Єгипту повернувся назад, діставшись Акри після того як граф Філіп Ельзаський та інші вельможі Єрусалимського королівства відмовились від участі в кампанії. Однак до завершення правління Мануїла напруга від нескінченних війн на всіх напрямках і реалізації різних грандіозних проєктів імператора стало очевидним: історик Нікіта Хоніат змальовує зростання піратства в останні роки правління Мануїла через перенаправлення коштів, призначених на підтримку флоту, на інші потреби царської скарбниці.

### Занепад

#### Династія Ангелів

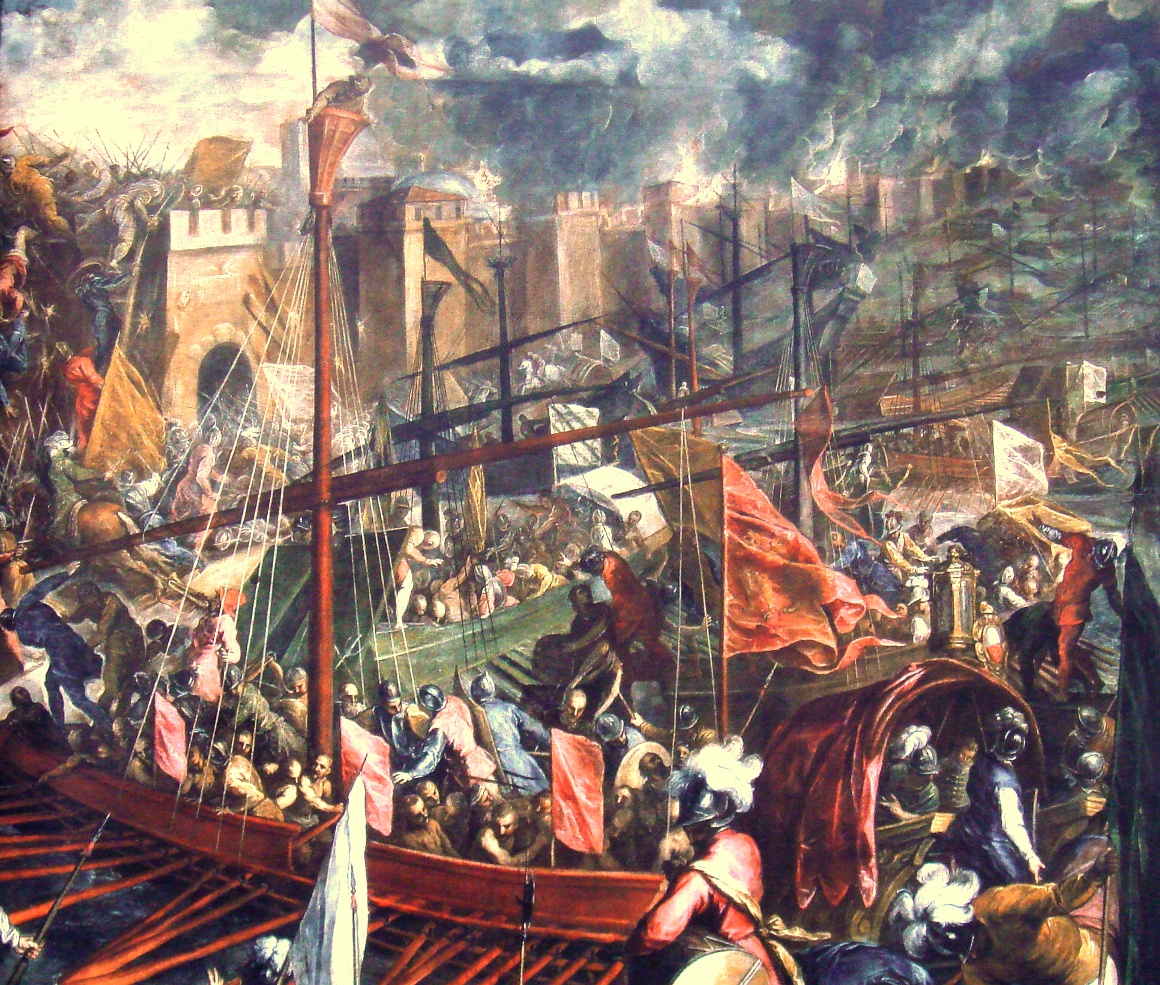
Падіння Константинополя під час четвертого хрестового походу було тріумфом католицького Заходу, та особливо венеційської морської держави, над слабкою Візантійською імперією

Після смерті Мануїла I та завершення правління династії Комнінів 1185 року флот швидко скоротився. Підтримання у боєздатному стані галер і утримання досвідчених екіпажів вимагало значних коштів. Зневага до флоту призвела до його швидкого занепаду. Вже 1182 року візантійці мали платити венеційським найманцям, запрошуючи їх до екіпажів деяких зі своїх галер. У той же час у 1180-х, імовірно, основна частина створеної Комнінами військово-морської міці збереглась, експедиції з 70-100 суден все ще описувались у джерелах.
Так, імператор Андронік I (1183—1185) все ще зміг зібрати 100 військових кораблів 1185 року, щоб завдати поразки норманському флоту в Мармуровому морі. Однак, уже до наступного мирного договору було включено положення, відповідно до якого Сицилія зобов'язана була надавати флот для імперії. Поряд з аналогічною угодою, укладеною Ісааком II Ангелом (1185—1195 та 1203—1204) з Венецією наступного року, за якою Республіка мала за повідомленням за шість місяців надавати Візантії від 40 до 100 галер в обмін на торгові привілеї, це свідчить про те, що візантійський уряд усвідомлював низький рівень боєздатності своїх військово-морських сил. 1186 року Ісак II зміг відрядити 80 галер для звільнення свого брата Олексія III (1195—1203), який перебував у полоні в Акрі. Однак флот було знищено поблизу Кіпру норманським флотом під командуванням Маргарита Бриндізійського. Пізніше, того ж року, ще один візантійський флот із 70 суден було відряджено Ісаком II звільнити Кіпр з-під влади Ісака Комніна, проте також був розбитий Маргаритом.
Занепад у візантійському флоті посилився у 1190-х. Відповідно до Хоніата великий дука Михаїл Стріфн продав оснастку військових кораблів, привласнивши кошти, тож до 1196 року у візантійців було тільки 30 боєздатних галер. В результаті візантійці були безпорадними, коли генуезці, пізанці й венеційці наприкінці 1190-х вільно пересувались Егейським морем, здійснюючи набіги на територію Візантії та нав'язуючи їй свої умови. У той час візантійці були змушені покладатись на найнятих західних каперів, щоб протистояти італійцям. 1203 року, коли четвертий хрестовий похід дістався стін Константинополя, у візантійців було тільки 20 гнилих кораблів, з яких під час облоги вони змогли використати тільки 17, та й то лише як брандери і без особливого успіху.

#### Нікейська доба й доба Палеологів

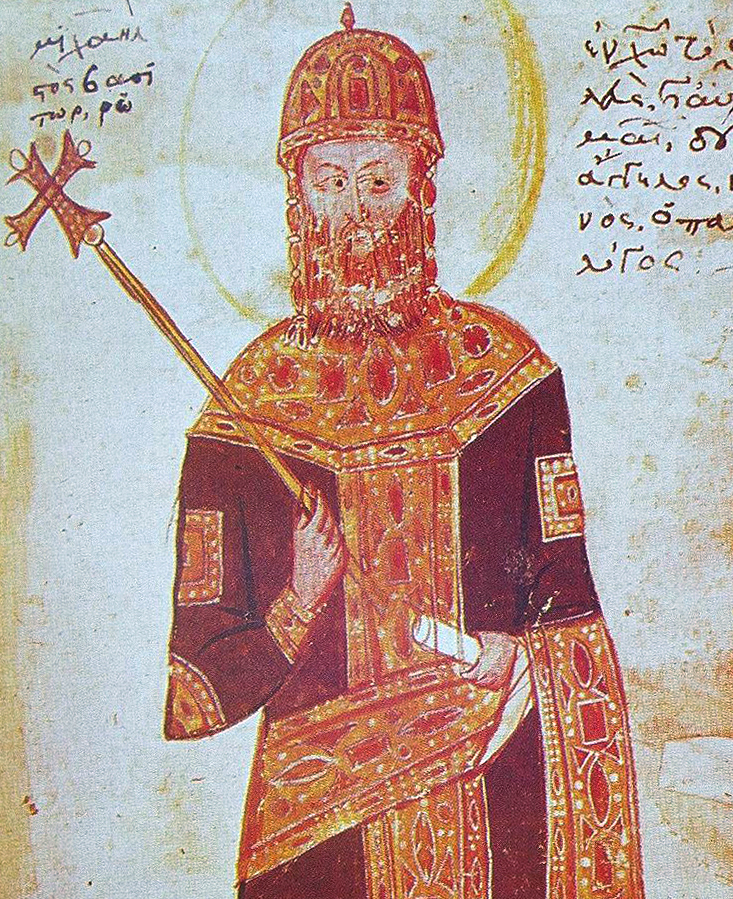
Імператор Михаїл VIII Палеолог. Він відновив Візантійську імперію, звільнивши Константинополь, і зробив можливим останній розквіт Візантії як потужної морської держави

В результаті четвертого хрестового походу Візантійська імперія була розділена між хрестоносцями. У той же час на уламках імперії з'явились три грецьких держави, що претендували на статус наступника Візантії та правителі яких оскаржували титул візантійського імператора. Епірський деспотат не мав флоту, Трапезундська імперія мала незначний флот, який в основному використовувався для патрулювання й перевезення військ, і тільки Нікейська імперія, що первинно дотримувалась політики консолідації мала більш-менш потужний флот, який використовувала для берегової оборони. За часів правління Іоанна III Ватаца (1222—1254) Нікейська імперія проводила енергійну зовнішню політику та 1225 року змогла звільнити острови Лесбос, Хіос, Самос та Ікарія. Однак, він не зміг на рівних суперничати з венеційським флотом: під час блокади Константинополя 1235 року нікейський флот зазнав поразки від набагато меншого венеційського флоту. Друга спроба звільнення Константинополя 1241 року також завершилась поразкою. Зусилля нікейців упродовж 1230-х років для підтримки повстання греків на Криті проти Венеції були тільки частково успішними — 1236 року останні нікейські війська були змушені залишити острів. Усвідомлюючи слабкість свого військово-морського флоту, в березні 1261 року імператор Михаїл VIII Палеолог (1259—1282) уклав Німфейську угоду з генуезцями, забезпечивши їхню допомогу проти Венеції на морі в обмін на торгові привілеї.
За кілька місяців після звільнення Константинополя імператор Михаїл VIII зосередив свою увагу на створенні власного флоту. На початку 1260-х візантійський флот був ще слабким, та значною мірою залежав від генуезької допомоги. Тим не менше, союзники не змогли протистояти Венеції в прямій конфронтації, про що свідчить поразка союзного візантійсько-генуезького флоту з 48 суден від набагато меншого венеційського флоту в битві біля Сеттепоцці 1263 року. До 1270 року Михаїл, скориставшись венеційсько-генуезькою війною Святого Сави, зміг створити сильний флот, що мав у своєму складі 80 суден переважно католицьких піратів, які ходили під імперським прапором. Того ж року флот з 24 галер узяв в облогу місто Ореос у Негропонті (Евбея) та переміг католицький флот із 20 галер. Це була перша успішна операція самостійного візантійського флоту, що поклала початок організованій військово-морській кампанії в Егейському морі, що тривала упродовж всіх 1270-х та призвела до повернення, хоч і ненадовго, багатьох островів, захоплених латинянами.

Підйом тривав недовго. Після смерті Карла Анжуйського 1285 року та ліквідації загрози вторгнення з Італії, Андронік II Палеолог (1282—1328), наступник Михаїла, припустив 1291 року, що спираючись на військово-морські сили союзників генуезців, він би зміг обійтись і без власного флоту, що вимагав значних витрат. Він розформував візантійський флот, а замість нього найняв 50-60 генуезьких галер. Скорочення військових видатків за Андроніка було поширено й на армію. Це спричинило значний спротив і критику з боку його сучасників. Результати подібної політики не змусили на себе чекати: за час тривалого правління Андроніка османи поступово заволоділи Егейським узбережжям Анатолії, і Візантія нічого не змогла протиставити їм. У 1296 та 1297 роках венеційський флот напав на Константинополь і розграбував його передмістя. Історик Никіфор Григора прокоментував ці події: 
|  | Якщо б вони [візантійці] все ще мали флот, латиняни ніколи б не поводили себе так зухвало у відношенні до них, і турки ніколи б не мали очей на пісках узбережжя [Егейського] моря ... |

Після 1305 року імператор із запізненням намагався відновити військово-морський флот шляхом будівництва 20 суден, проте ці зусилля швидко зійшли нанівець. Його онук і спадкоємець Андронік III Палеолог (1328—1341) також активно намагався відновити сили флоту й особисто керував ним під час експедицій проти латинських володінь в Егейському морі, але його зусилля були недостатніми, щоб переломити загальну деградацію. Після його правління, найбільша кількість військових кораблів, що будь-коли згадувалась, у візантійському флоті рідко перевищувала десять, хоча, враховуючи мобілізацію купецьких суден, Візантія все ще могла зібрати флот числом у 100—200 кораблів.
Військово-морський флот брав активну участь у громадянській війні 1341—1347 років, в якій його очільник, великий дука Олексій Апокавк відіграв помітну роль. Після завершення громадянської війни імператор Іоанн VI Кантакузин (1347—1354) спробував відновити військово-морський і торговий флоти з метою скорочення залежності імперії від генуезької колонії в Галаті й забезпечити контроль над Дарданеллами проти проходження їх турками. З цією метою він заручився допомогою венеційців, але в березні 1349 року його нещодавно збудований флот із 9 крупних та близько 100 невеликих суден потрапив у шторм поблизу південного берега Константинополя. Недосвідчені екіпажі запанікували й кораблі були потоплені або взяті у полон генуезцями. 1351 року Кантакузин зміг виділити тільки 14 кораблів для участі у війні Венеції та Арагону проти Генуї, проте візантійський флот невдовзі було розбито й Кантакузин був змушений підписати мир на несприятливих умовах.
Кантакузин був останнім імператором, який мав можливість спробувати відновити флот, перед тим як в імперії, послабленій громадянськими війнами й територіальними втратами, настав остаточний занепад. Характерно, що у своїй брошурі, написаній 1418 року для деспота Феодора Палеолога, філософ Георгій Пліфон відмовляв його від утримання військово-морського флоту на тих підставах, що ресурсів буде не вистачати для одночасного адекватного фінансування ефективних флоту й армії. За часів нетривалої узурпації влади Іоанном VII 1390 року, Мануїлу II (1391—1425) удалось зібрати тільки 5 галер і 4 дрібних судна, щоб звільнити Константинополь і врятувати свого батька Іоанна V. За шість років Мануїл обіцяв озброїти 10 кораблів, щоб допомогти хрестоносцям біля Нікополя. За двадцять років він особисто командував флотилією з 4 галер і 2 транспортів, що перевозили піхоту й кінноту, та врятував острів Тасос від нападу. Окрім того, 1421 року 10 візантійських кораблів брали участь у війні претендента на османський престол Мустафи проти султана Мурада II.
Остання відома перемога візантійського флоту сталась 1427 року в битві біля островів Ечінад, коли імператор Іоанн VIII Палеолог (1425—1448) переміг флот під командуванням Карло I Токко, графа Кефалонії й деспота Епіру, змусивши його відмовитись від усіх своїх володінь у Мореї на користь візантійців. Остання звістка про візантійський флот припадає на османську облогу 1453 року, коли кораблі союзних візантійського, венеційського та генуезького флотів (різна кількість, відповідно до різних джерел, у межах від 10 до 39 суден) захищали Константинополь від флоту Османської імперії. Під час облоги, 20 квітня 1453 року, відбувся останній морський бій в історії Візантії, коли три генуезькі галери, що супроводжували візантійські транспорти пробились через величезний османський флот, який блокував Золотий Ріг.

## Організація

### Ранній період. IV— початок VII століття
Є мало відомостей щодо організації римського флоту з часів поступового розпаду крупних провінційних флотилій на більш дрібні ескадри у III столітті до формування нового військово-морського флоту з початком мусульманського завоювання. Незважаючи на ознаки значної військово-морської діяльності в той період, раніше вчені вважали, що римський флот ледь не зник у IV столітті, але більш пізні праці змінили таке уявлення. Вважається, що флот складався, в основному, з річкових та прибережних сил, призначений для тісної взаємодії з сухопутними силами.
За імператора Діоклетіана (284—305) чисельність особового складу військово-морського флоту зросла з 46000 до 64000 моряків, що є рекордом для пізнього римського флоту. Дунайський флот (Classis Histrica) із супутніми до нього флотиліями легіонерів все ще був гарно поданий у Notitia Dignitatum, а зростання його активності описав Вегецій. На Заході згадуються кілька річкових флотів, але регулярний старий преторіанський флот практично зник, і навіть решта західних провінційних флотів були серйозно недоукомплектовані й нездатні протидіяти будь-якому більш-менш значному нападу варварів. На Сході сирійський та александрійський флоти, як відомо з достовірних джерела, все ще існували близько 400 року, натомість флот, що розміщувався в самому Константинополі, найбільш імовірно, було створено з решток преторіанського флоту. Його розмір, однак, невідомий, і він не згадується в Notitia.
Для операцій на Середземному морі упродовж V століття флоти збирались на тимчасових засадах, а після завершення бойових дій розпускались. Перший постійний візантійський флот можна прослідкувати з початку VI століття, коли під час повстання Віталіяна у 513–515 роках, імператор Анастасій I створив флот для боротьби з заколотниками. Цей флот було збережено, а за Юстиніана I та його наступників флот розвинувся у потужні військово-морські сили. Однак, через відсутність будь-якої значної військово-морської загрози, флот кінця VI століття був відносно невеликим, з кількома маленькими флотиліями на Дунаї та двома основними флотами, що базувались у Равенні й Константинополі. Додаткові флотилії розміщувались у крупних морських та комерційних центрах імперії: в Олександрії, забезпечуючи супроводження поставок зерна в Константинополь, і в Карфагені для контролю західного Середземномор'я. Юстиніан, окрім того, розмістив війська та кораблі у більш віддалених форпостах імперії: в Септумі (Сеута), Херсонесі в Криму та в Айлі (Ейлат) в затоці Акаба. Давні морські традиції й розвинена інфраструктура в цих районах спростила підтримання флоту, а під час спорядження морської експедиції, склад флоту міг швидко поповнитись вражаючою кількістю торгових суден.

### Середній період. Кінець VII століття— 1070-ті роки

#### Морські феми

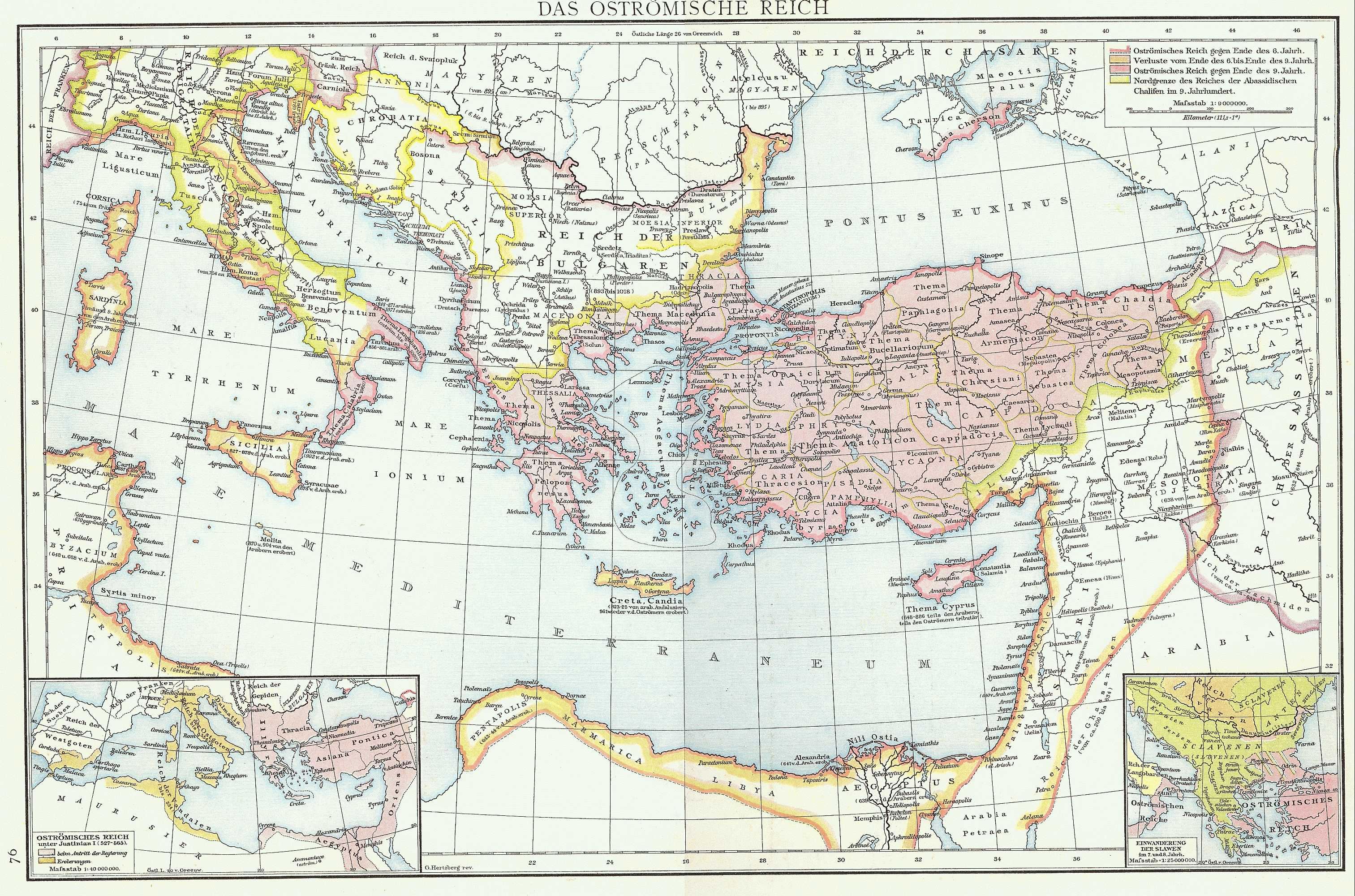
Візантійська імперія між VI і завершенням IX століття, в тому числі феми, які існували близько 900 року. Розрізнені та ізольовані імперські володіння в Середземномор'ї були захищені візантійським флотом

У відповідь на арабські завоювання, що почались у VII столітті вся адміністративна та військова система імперії була реформована й установлена система фем. Відповідно до неї імперію було розділено на кілька фем, на чолі яких стояла місцева цивільна та військова адміністрація. Під командуванням стратига кожна фема мала свої власні регіональні збройні сили. Після серії повстань фемських армій за Костянтина V велика кількість ранніх фем була ліквідована, натомість було створено центральну імперську армію, тагма, що базувалась поблизу Константинополя та була ядром візантійських збройних сил.
Аналогічні процеси відбувались і на флоті. У другій половині VII століття з'явився флот Карабісіан (грецьк. Καραβισιάνοι). Точна дата його створення невідома. Імовірно це сталось у 650—660 роках після битви під Фінікою або після першої арабської облоги Константинополя у 672—678 роках. Можливо, його було створено з решток quaestura exercitus або іллірійської армії. Його очолював стратиг (стратиг карабісіан, морський генерал) і він включав до свого складу південне узбережжя Малої Азії від Мілета до Селевкії на кордоні з халіфатом у Кілікії, острови Егейського моря й візантійські володіння в південній Греції. Його штаб-квартира первинно, найбільш імовірно, розміщувалась у Самосі. Окрім того, був загін під командуванням друнгарія в Памфілії. Цей флот був головною військово-морською силою імперії в боротьбі проти арабських піратів Єгипту й Сирії.
Карабісіани, однак, виявились недостатніми й були замінені на початку VIII століття на більш складну систему, що складалась із трьох елементів, які з незначними змінами існували до XI століття: центральний імперський флот, що базувався в Константинополі, невелика кількість крупних регіональних морських команд — чи морських фем, чи незалежних команд, які мали назву «drungariates», та великої кількості місцевих ескадр, які найчастіше виконували суто оборонні та поліцейські завдання в інтересах губернаторів провінцій. На відміну від римського флоту, де провінційні флоти явно чисельно поступались центральному флоту та включали до свого складу тільки легкі судна, візантійські регіональні флоти, імовірно, були потужною військово-морською силою самі по собі.
Військово-морський флот столиці відіграв центральну роль у відбитті арабської облоги Константинополя, проте неясно, чи існував імператорський флот (βασιλικόν πλόιμον, basilikon ploïmon) в ролі окремої військово-морської одиниці у VII-VIII століттях. Посада його керівника, droungarios tou ploïmou, вперше згадується в Успенському тактиконі у 842–843 роках. Окрім того, немає жодних згадок про існування крупного флоту в Константинополі упродовж VIII століття. У зв'язку з цим Елен Арвайлер вважає датою його створення початок IX століття. З того часу імператорський флот був основним резервом і складав ядро під час різних морських експедицій візантійців.
Першою і тривалий час єдиною морською фемою (θέμα ναυτικόν, Thema nautikon) була фема Кабірріот (θέμα Κιβυρραιωτῶν, Thema Kibyrrhaiotōn). Її було створено на базі флоту Карабісіан і призначалась вона для управління й оборони південного узбережжя Малої Азії. Точна дата її створення залишається неясною, за однією з версій вважається, що це відбулось близько 719 року, за іншою — близько 727 року. Її стратиг, який вперше згадується 734 року, базувався в Анталії. Йому підпорядковувався катепан мардатів, ek prosōpou (представник) в Сілліоні та дрангунарії (droungarioi) в Анталії та Косі. Розташовуючись найближче до арабського Леванту, ця фема була основою військово-морського флоту візантійців упродовж кількох століть, поки існувала арабська морська загроза. Востаннє її флот згадується 1043 року. З того моменту вона була суто цивільною провінцією.
Окрім Кабірріот були створені дві окремі морські флотилії в Егейському морі, кожну з яких очолював дрангунарій (droungarios): Aigaio Pelagos («Егейське море»), що відповідала за північну частину Егейського моря, Дарданелли й Мармурове море, та флотилія за різних часів відома як Dodekanesos («Дванадцять островів») й Kolpos («Затока»), що базувалась на Самосі й відповідала за південну частину Егейського моря, включаючи Кіклади. На відміну від інших дрангунаріїв ці воєначальники були цілковито незалежними та здійснювали як цивільну, так і військову владу на ввіреній ним території. Зрештою ці території були підвищені в статусі до морської феми. Близько 843 року була створена фема Егейського моря (θέμα τοῦ Αἰγαίου Πελάγους, thema tou Aigaiou Pelagous), а наприкінці IX століття зі східної частини Dodekanesos/Kolpos drungariate було сформовано фему Самос зі столицею в Смирні, що включила до свого складу Іонічне узбережжя.
Деякі «сухопутні» феми також мали значні ескадри, як правило, в ролі турм (в Тактиконі Успенського згадуються під загальною назвою tourmarchai tōn ploimatōn). Вони були чимось середнім між великими фемськими флотами й центральним імператорським флотом: вони складались із постійних ескадр з професійними екіпажами (taxatoi), утримувались за рахунок коштів з імператорської скарбниці, а не провінції, в якій вони були розміщені, але при цьому підпорядковувались місцевим фемським стратигам (stratēgos), відповідали, в основному, за місцеву оборону й виконували поліцейські функції. Такими фемами були:
- Фема Еллада (θέμα Ἑλλάδος, Thema Hellados), заснована близько 686—689 років Юстиніаном II, розташовувалась у південній Греції зі столицею в Коринфі. Юстиніан оселив тут 6500 мардатес, з яких набирались гребці та гарнізонні війська.[216] Незважаючи на те, що була «сухопутною фемою» мала свій флот. 809 року її було розділено на фему Пелопоннес і нову фему Еллада, що розміщувалась у Центральній Греції та Фессалії, яка також мала невеликий флот.[204][217]
- Фема Сицилії (θέμα Σικελίας, Thema Sikelias) розташовувалась на Сицилії та у візантійських володіннях у південно-західній Італії (Калабрії). Була основною візантійською військово-морською силою на Заході. Наприкінці IX століття її значення сильно знизилось. Припинила своє існування після остаточної втрати Таорміни 902 року.[105] Окремі турми (tourmarchai) були для власне Сицилії та Калабрії.[218]
- Фема Кеффаленія (θέμα Κεφαλληνίας, Thema Kephallēnias), розміщувалась на Іонічних островах, була створена у другій половині VIII століття для захисту візантійських морських комунікацій з Італією та захисту Іонічного моря від арабських набігів. У 870-х роках до її складу було включено нові візантійські володіння в Апулії. Близько 910 року Вони були виділені в окрему фему (як і Лонгобардія).[219]
- Фема Пафлагонії та фема Халдія були виділені з феми Арменіак 819 року імператором Львом V із наданням їм власних військово-морських ескадр, найімовірніше, для захисту від набігів русів[220].

Ізольовані регіони, що мали особливе значення для контролю основних морських шляхів, управлялись архонтами, який в окремих випадках, можливо, командували морськими загонами. Відомо, що архонти були на Хіосі, Мальті, в Евбейській затоці й, можливо, в Вагенеції та «Болгарії» (відповідала за контроль над гирлом Дунаю). Вони припинили своє існування до кінця IX століття, або в результаті турецьких атак, або були включені до складу фем.

#### Кадри й розмір
Точний розмір візантійського флоту та його підрозділів залишається предметом серйозних суперечок у зв'язку з неоднозначним характером першоджерел. Єдиним винятком є підрахунок його чисельності наприкінці IX — початку X століття (для цього періоду є більш ретельна розбивка, присвячена критський експедиції 911 року). Наявні дані кажуть про те, що за часів царювання Льва VI Мудрого, чисельність військово-морського флоту сягнула 34200 гребців і понад 8000 морських піхотинців. Центральний імператорський флот становив близько 19 600 гребців і 4000 морських піхотинців під командою дрангунарія plōimon basilikon. Ці чотири тисячі морських піхотинців були професійними солдатами, вперше набраними за імператора Василія I у 870-х роках. Вони були дуже корисними для імператорського флоту, оскільки раніше загони морської піхоти формувались із фемських і тагмських сухопутних загонів, тепер же флот мав власних піхотинців, які були більш надійними, краще підготовленими та будь-якого моменту доступними. Високий статус морських піхотинців ілюструє той факт, що вони належали до імператорської тагми й були організовані аналогічно до неї. Фемський егейський флот налічував 2610 гребців і 400 морських піхотинців флоту, флот кабіріот становив 5710 гребців і 1000 морських піхотинців, самоський флот — 3980 гребців і 600 морських піхотинців, та, зрештою, фема Еллади налічувала 2300 гребців і 2000 морських піхотинців.
Воррен Треадголд оцінював кількість гребців у візантійському флоті за роками таким чином:
| Рік               | 300    | 457    | 518    | 540    | 775    | 842    | 959    | 1025   | 1321  |
| ----------------- | ------ | ------ | ------ | ------ | ------ | ------ | ------ | ------ | ----- |
| Кількість гребців | 32 000 | 32 000 | 30 000 | 30 000 | 18 500 | 14 600 | 34 200 | 34 200 | 3 080 |

Всупереч поширеній думці, галерні раби не використовувались як гребці ані візантійцями, ані арабами, також як і їхніми римськими чи грецькими попередниками. Упродовж всього періоду існування імперії, візантійські екіпажі складались, в основному, з нижчих класів вільно народжених чоловіків, які були професійними військовиками й несли військову службу (strateia) за платню чи земельні наділи. У першій половині X століття моряки й морські піхотинці отримували по 2-3 фунти (0.91-1.4 кг) золота за службу. Разом із тим допускалось використання військовополонених та іноземців. Окрім мардатів, що складали значну частину екіпажів флоту, існувала не цілком зрозуміла група, відома як Toulmatzoi (можливо далматинців), які брали участь у критський експедиції, а також значна кількість русів, які отримали право служити в візантійський армії в результаті серії угод X століття.
У своїй праці Про церемонії Костянтин Багрянородний повідомляв склад флоту під час експедиції проти Криту у 911 та 949 роках. Ці дані викликають палкі суперечки: так, зазначену кількість суден всього імператорського флоту 949 року можна розцінити як 100, 150 чи 250, залежно від інтерпретації грецького тексту. Точне значення терміна усія (ούσία) також є предметом обговорення: традиційно він проводиться, як стандартна одиниця у 108 бійців, та, як вважається, що більше цієї кількості не могло бути присутнім на борту одного корабля. В контексті Про церемонії, однак, він також може бути прочитаний просто як одиниця чи корабель. Кількість кораблів рівна 150 здається більш сумісною з розмірами флоту, зазначеними в інших джерелах, та прийнята більшістю вчених, хоч вони й розбігаються в оцінках складу флоту. Makrypoulias вважає, що мова йде про 8 pamphyloi, 100 ousiakoi та 42 власне dromōnes, причому до числа останніх він також включає, в тому числі, два імператорських корабля й десять кораблів ескадри Stenon. Що ж до загальної чисельності візантійського флоту в той період, Воррен Треадгольд екстраполює її до 240 військових кораблів, включаючи сили військово-морських фем. Окрім того, він вважає, що флот було збільшено до 307 кораблів для критської експедиції 960-61 років. Відповідно до Треадгольда останнє число, імовірно, і є приблизною силою всього візантійського флоту (в тому числі й малих флотилій) у IX—X століттях. Однак, слід зазначити, що між 911 і 949 роками відбулось значне зниження кількості суден та особового складу у фемських флотиліях. Завдяки цьому зниженню питома вага фемських флотилій від загального числа всього флоту знизилась із третини до чверті. Імовірно, це пов'язано зі збільшенням кількості суден більш легкого типу ousiakos замість більш важких дромонів, а також, частково, через фінансові проблеми та проблеми з комплектуванням особовим складом. Зрештою ці тенденції призвели до повного зникнення провінційних флотилій наприкінці XI століття.

#### Ієрархія
Незважаючи на те, що військово-морські феми були організовані так само, як і їхні сухопутні аналоги, існує певна плутанина у візантійських джерелах для позначення їхньої ієрархічної структури. Зазвичай терміном, що позначає аналог сучасного адмірала, був стратег (stratēgos). Цей же термін використовувався й для генералів, які командували сухопутними фемами. Під проводом стратега перебувало два чи три турмархи (tourmarchai) — по суті віце-адмірали. В свою чергу, їм підпорядковувались кілька друнгаріїв (droungarioi), що відповідає сучасному контр-адміралу. До середини IX століття губернатори Егейської та Самоської фем також записувались як друнгарії, оскільки їхні флотилії були виділені з первинного флоту Карабісіан, але потім і їх було підвищено до звання стратегів. Командир імператорської флотилії мав звання droungarios ту basilikou ploïmou (пізніше з префіксом megas, тобто «великий»). Цей титул зустрічається як за доби Комнінів, щоправда тільки у командира імператорської конвойної ескадри, так і за доби Палеологів, коли він згадується в книзі псевдо-Георгія Кодіна «Про обов'язки й посади константинопольського двору та церкви…». Посада заступника називалась topotērētēs, але з наявних джерел його роль зовсім зрозуміла. Хоч деякі з цих старших офіцерів були професійними моряками, які зробили кар'єру з низів, більшість командирів флоту були високопоставленими придворними чиновниками, яким підпорядковувались більш досвідчені професійні моряки.
Оскільки адмірали, окрім іншого, виконували роль губернаторів своїх фем, то в їхньому розпорядженні були протонотарії (Προτονοταριϊ, головний секретар), які очолювали цивільну адміністрацію фем. Далі у флотській ієрархії йшли: chartoularios, який очолював адміністрацію флоту, prōtomandatōr, який виконував функції начальника штабу, та безліч komētes, серед яких був і komēs tēs hetaireias, який очолював охоронців (hetaireia) адмірала. Невеликими загонами з трьох чи п'яти кораблів командували komēs чи droungarokomēs, і капітан окремого корабля називався kentarchos («центуріон»), хоча в джерелах також зустрічаються й більш архаїчні терміни, такі як наварх (nauarchos) чи навіть триєрарх (triērarchos).
Кожен екіпаж судна включав від однієї до трьох усій (ούσία). Капітану підпорядковувався bandophoros, який виконував роль старпома, два рульових, що йменувались prōtokaraboi або, більш архаїчно, kybernētes чи prōreus. В реальності на кораблі їх було декілька на кожну вахту. Багато хто з них зробив успішну кар'єру. Так у трактаті «Про управління імперією» є посилання на одного з гребців (prōtelatai), який став prōtokaraboi імператорської галери, а потім, імовірно, зайняв ще більш високий пост. Гарним прикладом такої кар'єри є імператор Роман I Лакапін. Окрім того, на борту були й інші фахівці, такі як начальник гребців, а також siphōnatores, до завдання якого входило обслуговування установок для грецького вогню і boukinatōr («трубач») до завдання входила передача наказів гребцям (kōpēlatai или elatai). Оскільки загони морської піхоти були організовані на засадах регулярних армійських частин, то їхня організація відповідала армійській.

### Пізній період. 1080-ті— 1453

#### Реформи Комнінів
Після занепаду військово-морського флоту у XI столітті Олексій I Комнін розпочав його відродження. Були ліквідовані фемські флоти, а їхні рештки об'єднані в єдиний імперський флот під командуванням нового командувача — Великого дуки. Першим великим дукою 1092 року став брат дружини імператора Іоанн Дука. Великий друнгарій флоту після появи титулу Великий дука почав підпорядковуватись йому та виконувати роль його заступника. Великий дука, окрім того, ставав губернатором південної Греції — старих морських фем Еллада й Пелопоннес, які були розділені на округи (орія). За Іоанна II також і острови Егейського моря стали відповідальними за утримання, забезпечення й комплектування кораблів та автори тих часів пишались, що екіпажі великого флоту за правління Мануїла були укомплектовані «істиними ромеями», хоча, в той же час, найманці також залучались до комплектування союзних ескадр. Однак, у ситуації, коли флот базувався винятково в Константинополі, а фемські флоти не були відновлені, були і свої недоліки — віддалені райони, зокрема узбережжя Греції, стали вразливими для нападів.

#### Нікейський флот
Із занепадом візантійського флоту наприкінці XII століття імперія почала більше спиратись на флот Венеції та Генуї. Після падіння Константинополя 1204 року тим не менше, джерела свідчать про наявність доволі сильного флоту вже за першого нікейського імператора Феодора I Ласкаріса, хоча конкретні дані про стан його флоту відсутні. 1239 року нікейський флот налічував 30 суден. За Іоанна III й Феодора II військово-морський флот мав два основних стратегічних напрямки діяльності: Егейський, де до завдань флоту входили дії проти грецьких островів (передусім Родосу), а також транспортування й постачання сухопутних військ для бойових дій на Балканах; і Мармуровому морі, де метою нікейців були порушення постачання Латинської імперії морем і демонстрація загрози Константинополю. Смірна була основною базою для флоту, що діяв в Егейському морі, резервною базою була Стадія. Для операцій у Мармуровому морі основною базою було місто Голкос, поряд із Лампсаком, навпроти півострова Галліполі.

#### Флот Палеологів
Незважаючи на всі зусилля нікейським імператорам не вдалось успішно оскаржити венеційське панування на морі, й вони були змушені звернутись по допомогу генуезців. Однак, після повернення Константинополя 1261 року, Михаїл доклав немало зусиль для того, щоб зменшити цю залежність і відродити імператорський флот, шляхом залучення нових сил: газмулів (Γασμοῦλοι), які мали змішане греко-латинське походження й жили в околицях столиці, й цаконців (Τζάκωνες) або, як їх інакше називали, лаконців (Λάκωνες), походження яких не зовсім зрозуміло, проте вважається, що вони були вихідцями з Лаконії. Вони використовувались, передусім, в ролі морських піхотинців і стали основою військової моці візантійського флоту, що відроджувався у 1260-1270-х роках. Окрім того, відомо також, що до окремої категорії Михаїл також виділив гребців, які називались Prosalentai або Prosēlontes. Всі ці категорії отримали невеликі наділи землі й оселились в невеликих колоніях. Prosalentai оселились на північному узбережжі Егейського моря, а газмули й цаконці — головним чином навколо Константинополя та у Фракії. Ці категорії існували, хоч і в меншій кількості, упродовж всіх останніх століть імперії. Так, остання згадка про prosalentai належить до 1361 року, а про газмулів — до 1422. Упродовж всього періоду правління Палеологів головною базою флоту була гавань Kontoskalion в Константинополі, обладнана й укріплена Михаїлом VIII. Серед провінційних баз найважливіше значення мала Монемвасія в Пелопоннесі.
У той же час Михаїл VIII та його наступники зберігали усталену практику залучення на флот іноземних найманців. Незважаючи на недовіру до італійських міст-держав, союзи з якими регулярно переукладались, найманці з них все частіше використовувались на флоті в останні століття існування імперії, отримуючи у винагороду за свою службу феодальні володіння в імперії. Більшість із цих найманців, такі як Іоанн Делькаво (власник Анафі й Родосу), Андреа Мореско (наступник Делькаво в Родосі) й Бенедетто Дзакарія (власник Фокеї), були вихідцями з Генуї, головного союзника імперії того періоду. За Михаїла VIII вперше іноземець, італійський капер Лікаріо, став великим дукою та отримав за це у феодальне володіння Евбею. З 1303 року до імперської ієрархії найманцями Каталонської компанії була запроваджена ще одна посада високого рангу — amēralēs (ἀμηράλης або ἀμηραλῆς). В ієрархії посада, імовірно, йшла після великого дуки й великого друнгарія. Відомо тільки дві особи, які мали це звання у 1303—1305 роках.

## Кораблі

### Дромон та його модифікації
Основним кораблем візантійського флоту до XII століття був дромон (δρόμων), який з'явився в результаті еволюції римських бірем й лібурн, що складали основу давньоримського флоту. Термін вперше згадується в Равеннських папірусах наприкінці V століття, та мав на увазі певного виду військові галери у VI столітті. Термін дромон походить від грецького кореня δρομ-(άω), та буквально означав «бігун» чи «гонщик». У VI столітті такі автори, як Прокопій, відзначали високу швидкість цих кораблів. Упродовж наступних кількох століть, в результаті посилення військово-морського протистояння з арабами, з'явились більш важкі версії дромону з двома та навіть трьома рядами весел. Зрештою, цей термін почав використовуватись в загальному сенсі «корабель», поряд з іншим візантійським терміном для великих кораблів, хеладіон (грецьк. χελάνδιον, «кінь»), який вперше зустрічається у VIII столітті.

#### Розвиток та особливості
Поява та розвиток середньовічних військових кораблів донині є предметом суперечок і здогадок істориків. До нещодавнього часу не було виявлено решток гребних військових кораблів ані з античності, ані з раннього середньовіччя й інформація збиралась шляхом аналізу письмових джерел, примітивних зображень й за рештками кількох торгових суден. Тільки у 2005–2006 роках, під час археологічних розкопок під час будівництва тунелю Мармарай у Феодосійській гавані (сучасне Єнікапи) було виявлено рештки понад 36 візантійських суден, датованих з VI до X століття, в тому числі чотирьох легких галер типу galea.
Прийнято вважати, що основними змінами в конструкції кораблів, що дають змогу відрізнити ранні дромони від лібурн та знаменують собою появу середземноморської галери, є запровадження повної палуби (katastrōma), відмова від таранів на носі на користь надводної стріли й запровадження трикутного вітрила. Точні причини відмови від тарану (лат.: rostrum, грецьк.: ἔμβολος) залишаються неясними. Ілюстрації, що зустрічаються в Vergilius Vaticanus та належать до IV століття, можливо, вказують, що таран було замінено на стрілу ще на пізніх римських галерах. Одне з можливих пояснень полягає в тому, що заміна відбулась через поступовий розвиток технологій будівництва корпусу трирем. Методика шипу й пазу, що використовувалась раніше, не надавала корпусам достатньої міцності й застосування тарану проти суден було досить ефективним. Каркасний метод, що прийшов йому на зміну, надавав корпусу більшої міцності та гнучкості й робив застосування тарану проти таких кораблів неефективним. До початку VII століття первинна функція таранів була забута, та, виходячи з коментарів Ісидора Севільського, вони використовувались для захисту від зіткнень із підводними скелями. Що ж до використання трикутного вітрила, то частина авторів у минулому припускала, що його було занесено до Середземномор'я арабами, які у свою чергу запозичили його в Індії. Однак, виявлені нещодавно нові зображення та письмові джерела, дають змогу дійти висновку, що трикутне вітрило з'явилось в Леванті наприкінці грецького або на початку римського періоду. Не тільки трикутні, але й чотирикутні вітрила використовувались упродовж століть (в основному на невеликих суднах) паралельно з квадратними. На частині кораблів флоту вторгнення Велізарія 533 року, найвірогідніше, були встановлені косі вітрила, що каже про те, що вже до того часу трикутне вітрило стало стандартним для дромонів, поряд із традиційним квадратним вітрилом, використання яких поступово зменшилось у середньовіччі.
Дромон, який змальовує Прокопій, був 50-весельним кораблем із розташуванням по 25 весел з кожного борту. На відміну від давньогрецьких кораблів, на яких для кріплення весел використовувались виносні опори, в цьому випадку весла кріпились безпосередньо до корпусу судна. У більш пізніх біремах IX й X століть, два ряди банок (elasiai) були розділені на кораблі. Перший ряд розташовувався нижче за палубу, натомість другий ряд розміщувався на палубі, та гребці цього ряду в абордажних сутичках мали битись поряд із морськими піхотинцями. Makrypoulias припускає, що дромон, розрахований на 120 гребців, мав 25 гребців під палубою та 35 на палубі з кожної сторони. Загальна довжина таких кораблів становила, імовірно, близько 32 метрів. Хоча більшість кораблів того часу були однощогловими (histos или katartion), однак великим біремам для того, щоб ефективно маневрувати, імовірно, було необхідно принаймні дві щогли, з урахуванням того, що одне трикутне вітрило для таких кораблів мало сягати неймовірних розмірів. Корабель керувався за допомогою двох рулів, розташованих на кормі (prymnē), де, окрім того, розташовувався навіс (skēnē), який прикривав капітанське місце (krab(b)at(t)os). На носі (prōra) корабля розташовувався високий бак (pseudopation), нижче якого розміщувався сифон для застосування грецького вогню, хоча додаткові сифони могли встановлюватись і в середній частині корабля з обох бортів.
Уздовж бортів корабля була загорожа (kastellōma), на яку морські піхотинці могли повісити свої щити, забезпечуючи захист екіпажу. Великі кораблі, окрім того, мали також укріплені дерев'яні надбудови з обох боків між щоглами (xylokastra), на кшталт тих, що були на давньоримських лібурнах, та які давали змогу вести вогонь лучникам з високої платформи. Розміщена на носі корабля стріла (peronion) була призначена для удару по веслах ворожих кораблів — розбиваючи їх вона робила корабель противника безпорадним проти грецького вогню й абордажних атак.
Чотири галери, виявлені під час розкопок в Єнікапі, датовані X—XI століттями, мають єдину форму й конструкцію, що свідчить про централізоване суднобудування. Вони мають довжину близько 30 метрів та побудовані з чорної сосни та східного платану.

#### Типи кораблів

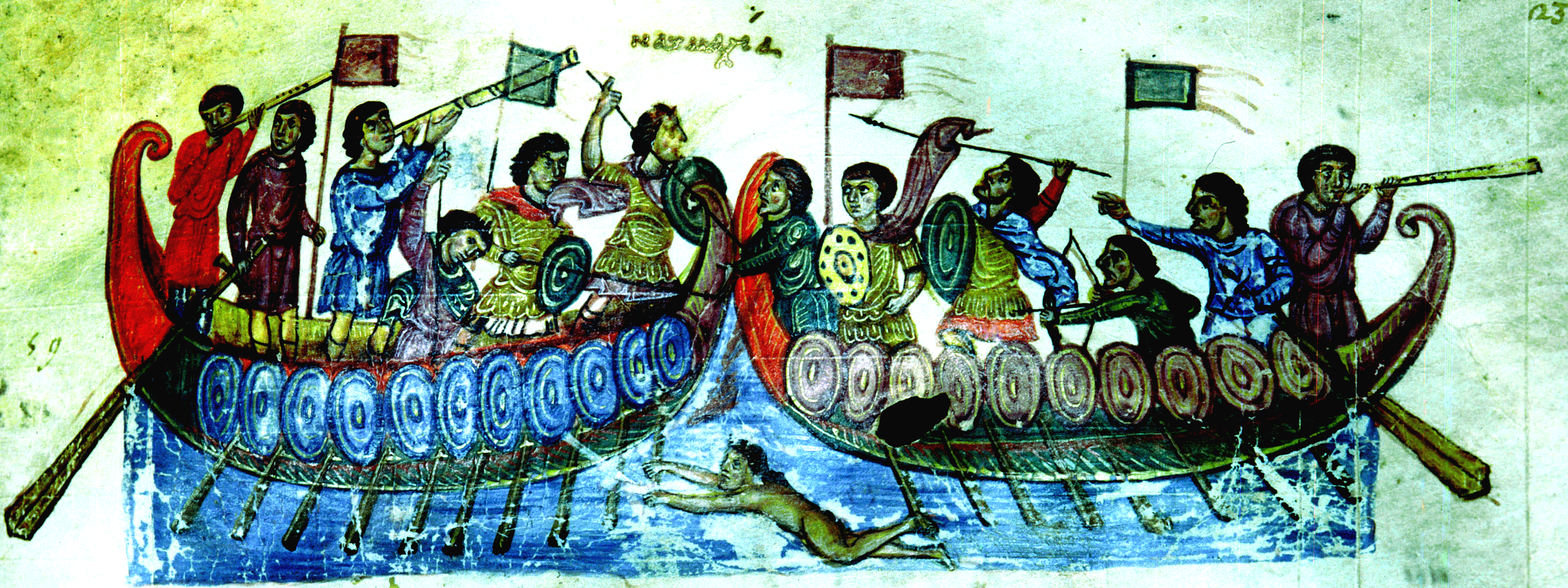
Зображення морського бою XIII століття, скопійоване з Кінегетики Оппіана

Виходячи з описів критських експедицій 911 та 949 років, у X столітті існували три основних класи бірем (кораблів з двома рядами весел): [chelandion] ousiakon ([χελάνδιον] οὑσιακόν), названий так через те, що вони комплектувались усією (ούσία) зі 108 чоловік; [chelandion] pamphylon ([χελάνδιον] πάμφυλον), з екіпажем близько 120—160 чоловік, назва якого або припускає його походження як транспортного корабля з області Памфілія, або є похідною від «відбірна команда» (від πᾶν+φῦλον — всі племена); та, власне, дромон з екіпажем у дві усії. У De Ceremoniis згадуються важкі дромони з екіпажами у 230 гребців і 70 морських піхотинців. Історик Джон Прайор вважав, що мова йшла про позаштатні екіпажі, які перебували на борту, натомість грецький вчений Христос Макріополіс припускає, що збільшення екіпажу спричинено наявністю другого гребця на верхньому ярусі. Менші, одноярусні кораблі, monērēs (μονήρης) або galea (γαλέα, від якої походить термін «галера») з екіпажами близько 60 чоловік, використовувались для розвідувальних місій та на флангах лінії фронту. Припускається, що galea часто використовувались мардатами, а Христос Макріополіс припускає, що корабель використовувався виключно ними. Триярусні («трирема») дромони описано в IX столітті, у праці, присвяченій паракімомену Василію Лекапену. У той же час, цей трактат, що зберігся тільки частково, змальовує зовнішній вигляд і конструкцію класичної триреми, й тому мав використовуватись обережно за спроби застосувати ці дані до військових суден середнього візантійського періоду. Триярусні судна, однак, описуються у флоті Фатимідів у XI—XII століттях. Окрім того, згадка Львом VI великих арабських кораблів у X столітті, також може вказувати на наявність триярусних кораблів.
Для транспортування вантажів візантійці, як правило, використовували звичайні торгові судна в ролі вантажних транспортних суден φορτηγοί (phortēgoi) або суден постачання σκευοφόρα (skeuophora). Імовірно, здебільшого вони були вітрильними, а не весельними кораблями. Візантійці й араби також використовували спеціальні транспортні кораблі для перевезення коней. Лев VI Мудрий чи Никіфорос Уранос, який писав від його імені, включають транспорти для коней, які вони йменують νῆες ἱππαγωγοί (nēes hippagōgoi) або πλοῖα ἱππαγωγά (ploia hippagōga) до «речового обозу», τοῦλδος (touldos) або τοῦλδον (touldon) флоту. Вони були вітрильними суднами чи галерами, останні, звісно, були спеціально переобладнані для розміщення коней. Враховуючи, що chelandia первинно були весельними транспортними суднами для перевезення коней, це означало, що вони мали конструктивні відмінності від дромона. Незважаючи на це, є плутанина під час використання цих термінів у літературних джерелах. У той час як дромон було розроблено винятково як військовий корабель, chelandion мав спеціальний відсік для розміщення коней в середній частині судна. Окрім того, у візантійських джерелах згадуються sandalos або sandalion (σάνδαλος, σανδάλιον) — човен, який тягнувся великим кораблем. Цей вид човнів описано в De Ceremoniis, як безщогловий, з чотирма веслами й кермом.

### Західні проекти останніх століть
Точний час, коли дромони було замінено на галеї (запозичені кораблі італійського походження) невідомий. Термін продовжували використовувати до самого завершення XII століття, хоча візантійські письменники були нерозбірливими під час використання термінології. Західні автори тих часів використовували термін для позначення великих, як правило транспортних, кораблів та є свідчення на користь того, що подібне застосування термінів перейняли й самі візантійці. Вільгельм Тірський в описі візантійського флоту 1169 року згадує dromons як дуже великі транспорти та бойові кораблі з двома рядами весел, встановлених окремо, що, можливо, дійсно свідчить про взяття на озброєння візантійцями біреми нового типа — галея. З XIII століття замість терміна дромон поступово почав вживатись термін катергон (грец. κατεργων), який первинно, з кінця XI століття вживався для екіпажів, що додатково набирались із цивільного населення на військову службу. В період заходу Візантійської імперії моделі кораблів базувались на західних моделях: термін катергон вживався без розбору для позначення як візантійських, так і латинських кораблів; для позначення кораблів, що транспортують кавалерію, замість chelandion почав вживатись термін taride, який прийшов із заходу (сам утворений від арабського ṭarrīda). Аналогічний процес, судячи з джерел, що збереглись, спостерігався і в Анжуйській Сицилії, де термін chelandre було замінено на taride, хоч на деякий час обидва паралельно ще продовжували вживатись. Між ними не згадуються конструктивні відмінності й обидва вони використовуються, як терміни, що стосуються суден для транспортування кавалерії (usserii) та здатні перевозити від 20 до 40 коней.
Галери, збудовані в італійському стилі залишались основою середземноморського флоту аж до кінця XIII століття, хоча знову ж, описи сучасників дають мало подробиць їх конструкції. Приблизно у той же час галера стала універсальним типом корабля для трирем, тобто для суден з трьома гребцями на одній банці, які під час греблі використовували систему alla sensile. Окрім того, венеційці розробили так звану велику галеру, яка була здатна нести більше вантажів для торгівлі.
Мало що відомо про візантійські судна часів занепаду імперії. У звіті 1437 року священика Сильвестра Сіропула та греко-венеційського капітана Михаїла Родоського про морську подорож візантійської делегації на Флорентійський собор, зазначається, що хоча більшість кораблів були венеційськими чи папськими, імператор Іоанн VIII подорожував на «імперському кораблі». Тип корабля не вказано, тож не зрозуміло, чи був той корабель візантійським, чи він був найманим. Однак зазначається, що той корабель був швидшим за венеційські великі торгові галери, що його супроводжували, таким чином, можливо, мова йшла про легку військову галеру. Михаїл Родоський, окрім того, написав трактат про кораблебудування, в якому містилась інформація та ілюстрації про будівництво й конструкції галер [Архівовано 16 травня 2011 у Wayback Machine.] і вітрильних суден [Архівовано 16 травня 2011 у Wayback Machine.], які використовувались венеційцями та іншими морськими державами в регіоні у першій половині XV століття.

## Тактика й озброєння
Візантійці потурбувались про кодифікацію та викладання на уроках з військового мистецтва на суші й на морі минулого досвіду, створивши військові статути. Незважаючи на подекуди застарілу термінологію, ці тексти складають сучасну базу знань про військово-морську справу візантійської імперії. Основними працями, присвяченими веденню морського бою, що збереглись дотепер, є частини (peri naumachias) Тактики Льва Мудрого та Никіфороса Ураноса (обидва використовували праці VI століття: Naumachiai Сиріаноса Магістроса й інші більш ранні трактати), що доповнювали відповідні місця трактату «Про управління імперією» (De administrando imperio) Костянтина Багрянородного, а також інші праці візантійських та арабських авторів.

### Військово-морська стратегія, логістика й тактика
Під час вивчення стародавніх і середньовічних військово-морських операцій спочатку слід зрозуміти технологічні обмеження флоту, основу якого складали галери. Галери мали погану стійкість, особливо у відкритому морі, що часто призводило до катастрофічних наслідків; історія має безліч прикладів, коли цілі флоти галер були потоплені під час штормів (такі події, наприклад, призвели до поразки Риму в Першій Пунічній війні). Виходячи з цього, військово-морські операції, як правило, проводились у досить нетривалий період — з середини весни до вересня. Крейсерська швидкість галер була обмеженою навіть за умов використання вітрил, так само як і їх вантажопідйомність.
Слід відзначити, що основним «пальним» для галер була вода, що мала вкрай важливе значення. Розрахунки вказують, що на одного гребця на добу потрібно було до 8 літрів води, тож її наявність була вирішальним оперативним фактором, особливо поблизу берегів Східного Середземномор'я. Менші за розмірами дромони, за оцінками, могли нести чотириденний запас води. По суті, це означало, що флот, який складався з галер, був приречений до пересування прибережними маршрутами, та мав часто зупинятись для поповнення запасів і відпочинку екіпажів. Підтвердженням цих фактів можуть служити закордонні експедиції візантійців, починаючи з кампанії проти вандалів до критської експедиції. Саме з цих причин Никіфорос Уранос підкреслював необхідність мати в наявності «людину з точними знаннями й досвідом на морі […], який уміє впіймати вітер і відчути землю. Такі люди мають знати як підводні скелі в морі, так і мілину, а також розташування гаваней і відстані між ними. Вони мають знати, де найкраще відновити запаси».
Ведення війни на морі у середньовіччі мало на меті захоплення прибережних територій та островів, а не здійснення контролю над морем, як це розуміють сьогодні. Окрім того, після відмови від таранів, єдиного смертоносного для суден засобу до появи пороху та вогнепальної зброї, морські битви набули, за словами Джона Прайора, більш непередбачуваного характеру. Успіх приносили злагоджені дії та більша вправність екіпажів. Тому не дивно, що візантійські, так само як і арабські, статути робили акцент на збереженні власного флоту шляхом маневрів, виснаження противника, а також завдяки розвиненій системі розвідки, для чого часто використовувались шпигуни під виглядом купців. Наголос ставився на досягненні тактичної раптовості та навпаки на уникненні ймовірності раптового нападу противника. В ідеалі до бою можна було ставати лише тоді, коли була цілковита перевага в кількості й тактичному розташуванні. Значення також мали тактичні рішення: Лев VI, наприклад, протиставляв арабам з їхніми важкими та повільними суднами (koumbaria) малі та швидкі кораблі (akatia), головним чином русів.

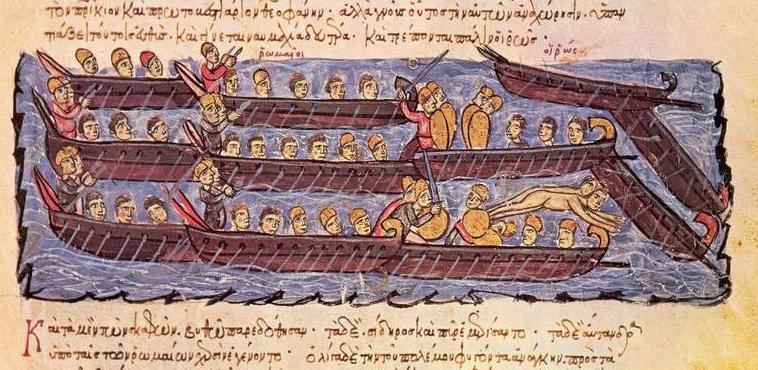
Візантійський флот відбиває напад русів на Константинополь 941 року. Візантійські дромони перекидають човни русів.

Під час бойового походу після збирання розрізнених ескадр на укріплених базах (aplēkta), розташованих уздовж узбережжя, складався флот. Він мав у своєму складі основний корпус із весельних кораблів та обозу (touldon) із вітрильних суден і гребних транспортів, які у разі сутички відряджались в тил. Бойовий флот поділявся на ескадри; накази передавались від судна до судна за допомогою сигнальних прапорів (kamelaukia) та ліхтарів.
На підході та власне під час бою було вкрай важливо, щоб судна розташовувались у суворому порядку: якщо ескадри флоту не впорядковано (або якщо противник застав зненацька), судна були неспроможні надавати допомогу одне одному, й такий флот, здебільшого, був приречений на поразку. Флоти, яким не вдавалось витримувати бойовий порядок або які не могли швидко перешикуватись і за чисельністю не відповідали силам ворога, зазвичай виходили з бою. Таким чином, тактичні маневри спрямовувались на те, щоб дезорганізувати противника, зокрема використовувались різні військові хитрощі, такі як вибивання суден через одне, застосування флангових маневрів, симулюючи відступання, а також приховування резервів. Насправді Лев VI відкрито висловлювався проти прямих сутичок, надаючи перевагу використанню хитрощів. Лев VI надавав перевагу розташуванню в формі півмісяця із флагманом в центрі та більш важкими суднами на «рогах» з метою попередження флангових атак противника.
Після достатнього зближення флотів починалась перестрілка за допомогою снарядів, начинених запалювальними речовинами, що прийшли на зміну стрілам і дротикам. Мета цих дій полягала не в тому, щоб потопити ворожі кораблі, але зруйнувати порядки екіпажів перед рукопашною сутичкою, яка вирішувала підсумок бою.

### Озброєння

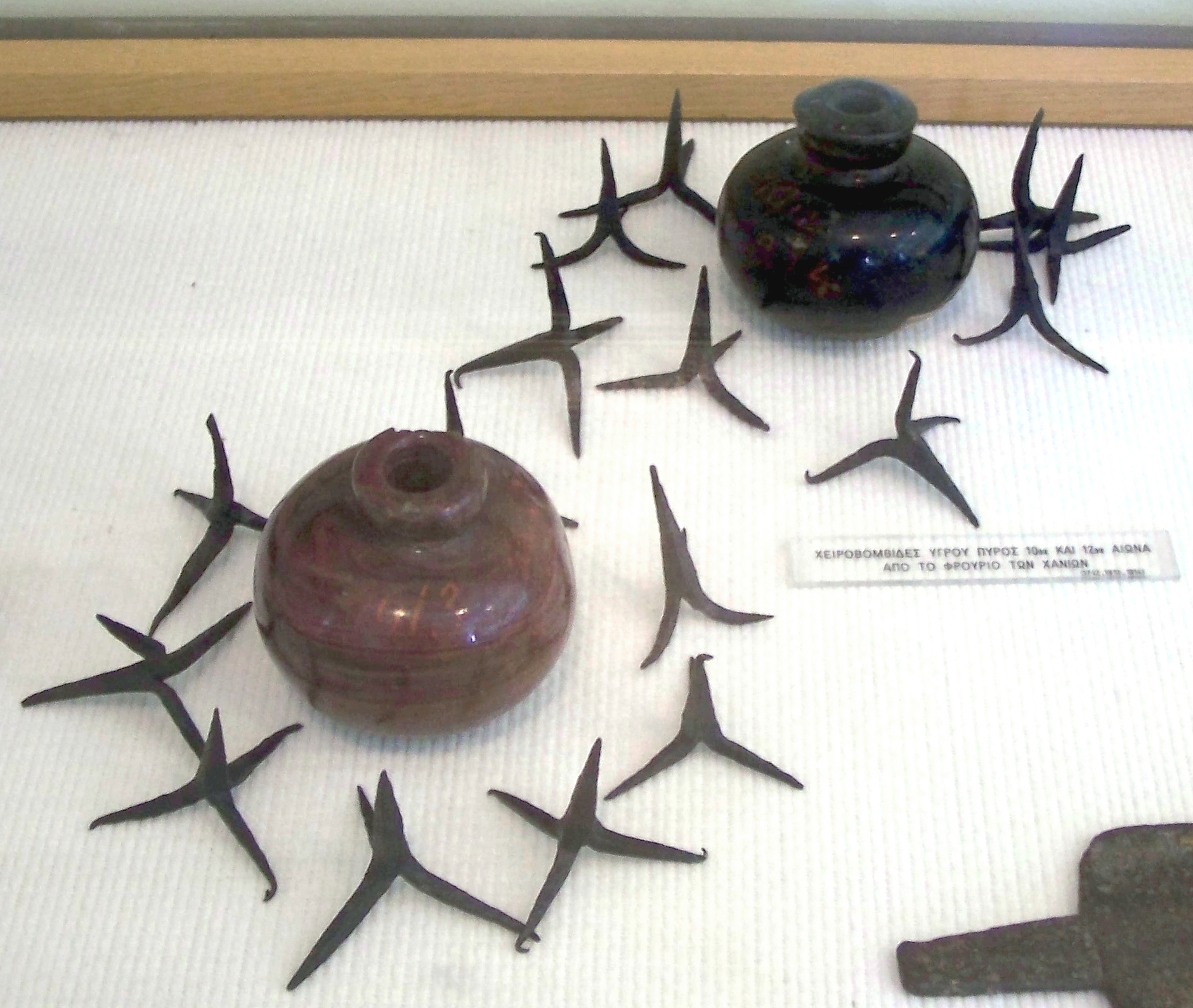
Гранати з грецьким вогнем та критські водяні горіхи, датовані X і XII століттями

На відміну від античних бойових кораблів, візантійські та арабські судна не мали таранів, а основним засобом ураження були запалювальні ракети, а також «грецький вогонь». Незважаючи на грізну репутацію останнього, він був ефективним лише за певних обставин, але малоефективним засобом проти суден, оснащених тараном.
Як і римські попередники, візантійські та мусульманські кораблі були оснащені катапультами (mangana) та балістами (toxoballistrai), за допомогою яких металось каміння, дротики, глечики з грецьким вогнем чи іншими запалювальними сумішами, «водяні горіхи» (triboloi) та навіть контейнери з вапном для засліплення противника або, за словами імператора Льва VI (що дещо неправдоподібно), посудинами зі скорпіонами чи зміями. Морські піхотинці та гребці верхньої банки мали важку броню (Лев називав їх катафрактами). Вони були озброєні зброєю для ближнього бою, таким як списи та мечі. Натомість інші моряки мали легкі обладунки (neurika) та були озброєні луками й арбалетами.
З XII століття арбалет (дав.-гр. τζᾶγγρα або tzangra грецькою) набув величезного значення в середземноморських битвах, і залишав за собою першість до появи вогнепальної зброї. Гармати з'явились наприкінці XIV століття, проте вони рідко використовувались візантійцями, зазвичай для захисту прибережних фортів, наприклад, земляних стін Константинополя. На відміну від венеційців та генуезців, немає жодних свідчень щодо встановлення гармат на візантійських суднах.

#### Грецький вогонь

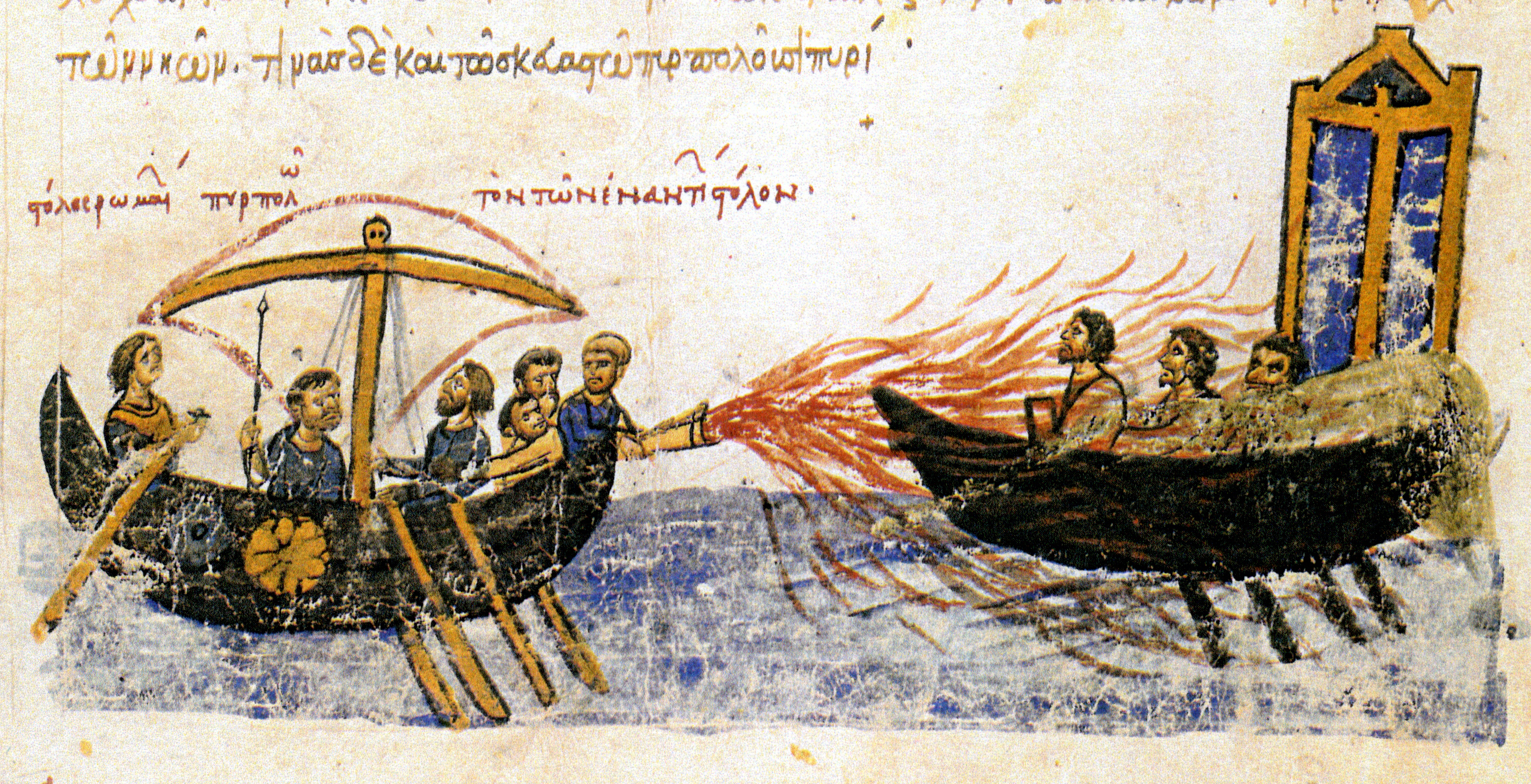
Використання грецького вогню за Мадридським манускриптом

«Грецький вогонь» — назва, яку надали західні європейці запалювальній суміші, яку використовували візантійці. Така назва з'явилась через те, що європейці сприймали візантійців як греків. Самі ж візантійці використовували різні найменування, проте найуживанішим був «рідкий вогонь» (ὑγρόν πῦρ). Хоча початок використання хімічних запалювальних сумішей візантійцями пов'язують із раннім VI століттям, фактично речовина, відома під назвою грецького вогню, була розроблена 673 року сирійським інженером на ім'я Каллінікос.
Найвідомішим методом застосування був розлив вогняної суміші за допомогою великої бронзової труби (лат. siphōn) на ворожі кораблі. Окрім того, могли застосовуватись катапульти, поворотні крани (лат. gerania). Зазвичай суміш зберігалась у підігрітому стані під тиском. Оператори захищались великими залізними щитами. Також існувала портативна версія (лат. cheirosiphōn), яку винайшов, на думку більшості дослідників, Лев VI, що була аналогією сучасних вогнеметів. Рецепт виготовлення грецького вогню охоронявся як державна таємниця, а щодо його компонентів можна лише здогадуватись за даними вторинних джерел різних авторів, таких як Анна Комніна, тож його точний склад дотепер невідомий. По своїй суті грецький вогонь мав бути дещо схожим на напалм. Сучасні джерела кажуть, що грецький вогонь неможливо було загасити водою, а тільки за допомогою піску, припинивши доступ кисню. Деякі автори припускають, що суміш можна було загасити за допомогою оцту (імовірно, завдяки свого роду хімічній реакції). Як наслідок, для захисту від грецького вогню використовувалась повсть, змочена в оцті.

## Візантійський флот у мистецтві

### В художній літературі
Передусім, слід зазначити, що більшість літературних творів, присвячених історії Візантії, так чи інакше містять описи морських битв і походів, значна роль відводиться й використанню грецького вогню. Серед них:
- історично-пригодницький роман Олександра Волкова «Царградська полонянка»;
- історична епопея Валентина Іванова «Русь Споконвічна», де Візантії присвячено окремий розділ;
- історичні романи Михайла Казовського та Олександра Красницького;
- роман Лью Воллеса «Принц Індії, або чому впав Константинополь»;
- історична мініатюра Стефана Цвейга «Завоювання Візантії»;
- фантастичні романи Лайона Спрега де Кампа («Нехай не впаде темрява») та Володимира Свержина («Обличчя помсти») в жанрі альтернативної історії.

### У кіно
- Фільм режисера Геннадія Васильєва «Русь Споконвічна» за однойменним романом Валентина Іванова.
- Турецька кінострічка 2012 року «Завоювання 1453».
- У другому сезоні серіалу «Гра престолів» використано алюзії на тему візантійського флоту.